# Lauree honoris causa conferite dall'Università di Bologna
Il 13 giugno 1888, in occasione dei festeggiamenti per l'VIII centenario della sua fondazione, l'Università di Bologna conferì, per la prima volta, il riconoscimento di laurea honoris causa a 120 illustri studiosi che componevano le delegazioni giunte a Bologna dai principali atenei europei.
Tra essi possiamo ritrovare alcuni tra i maggiori rappresentanti della cultura di fine Ottocento, ad esempio: William Gladstone, Robert Bunsen, Lord Kelvin William Thomson, Ernest Renan, Herbert Spencer, Rudolf von Jhering, Heinrich Fitting, Louis Pasteur e Robert Koch. Da allora l'ateneo bolognese ha conferito 525 lauree honoris causa a personalità del mondo scientifico, ma anche a rappresentanti di particolare valore nel campo delle arti, della vita politica, civile o religiosa, italiani e stranieri. Accanto a questi, si vollero ricordare anche gli studenti caduti nei diversi conflitti che si sono succeduti negli anni: l'assegnazione della laurea honoris causa fu il modo prescelto con il quale l'Alma Mater assunse il compito di preservarne la memoria.

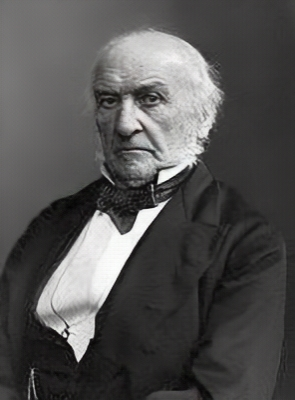
William Gladstone
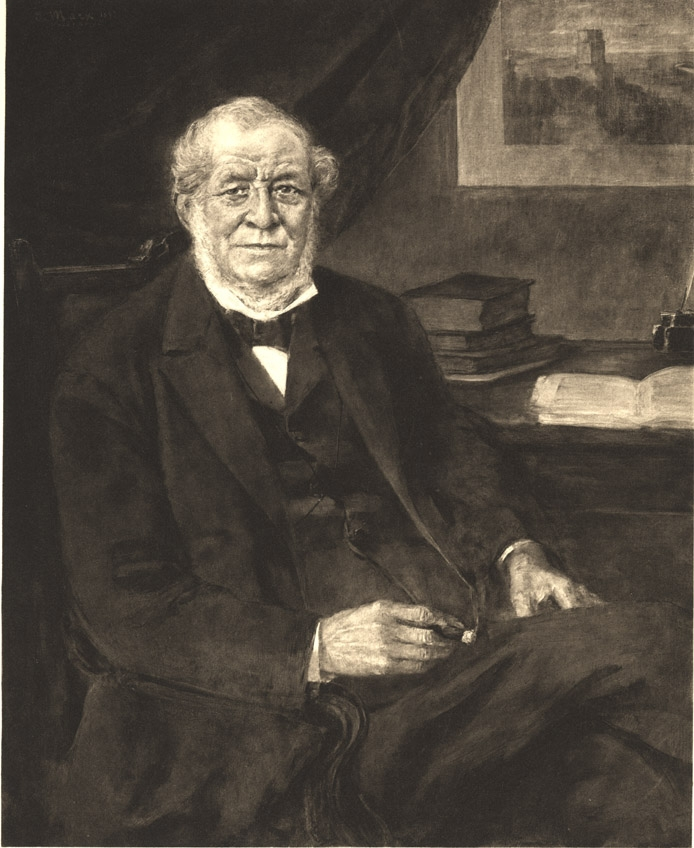
Robert Bunsen
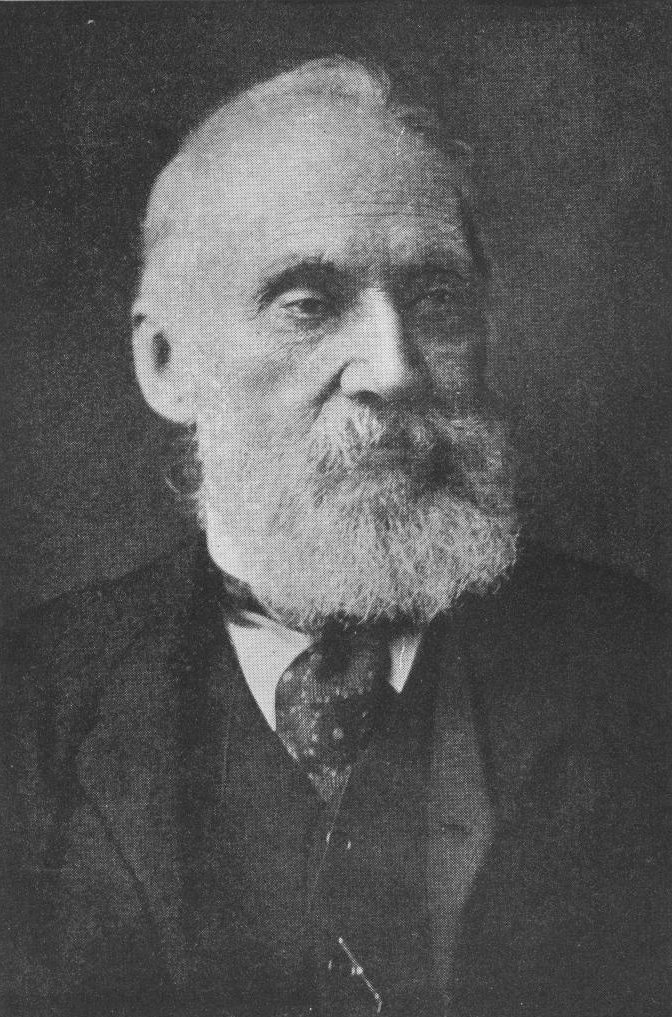
Lord Kelvin
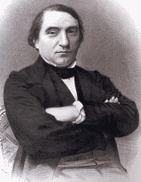
Ernest Renan
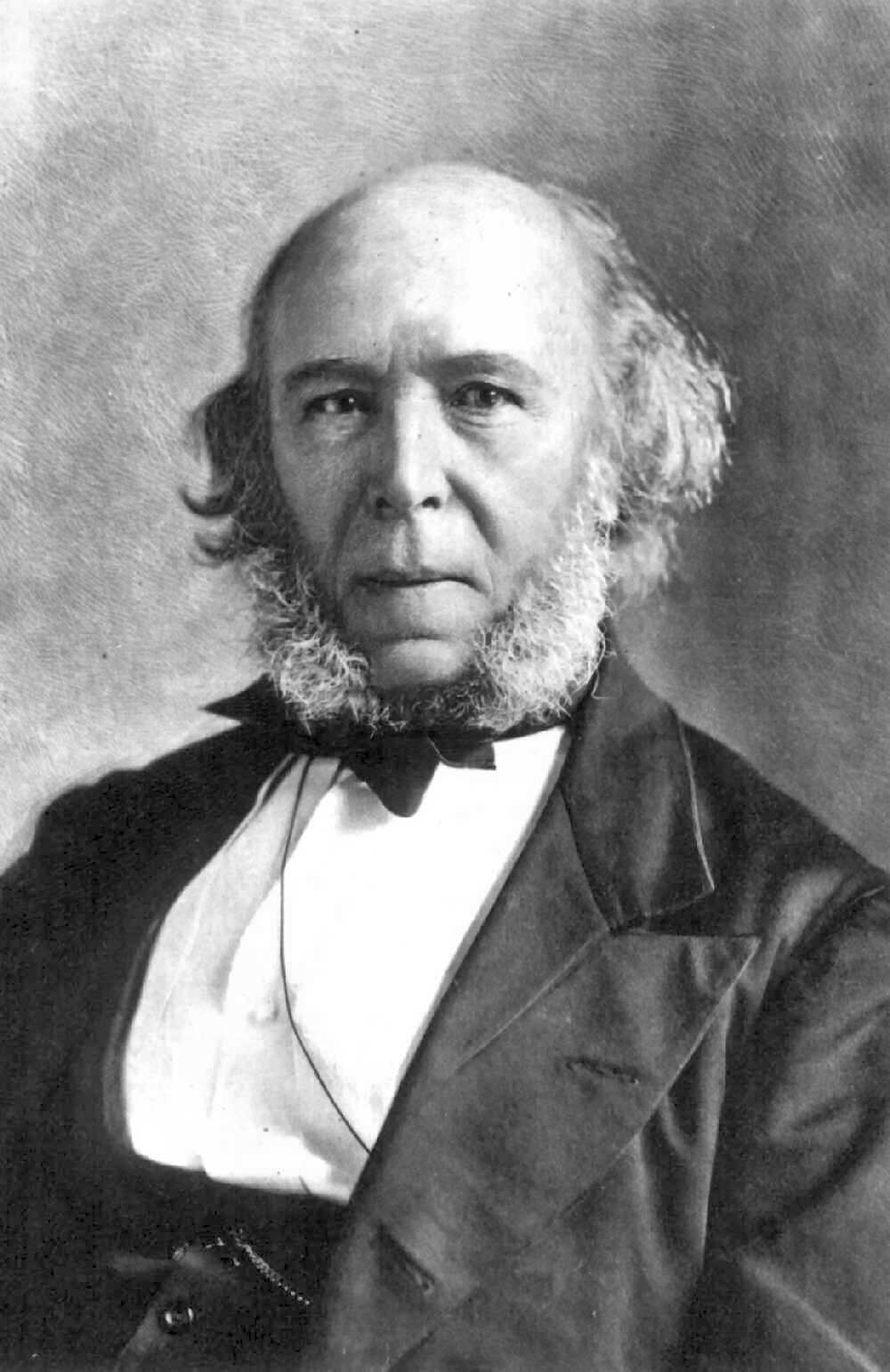
Herbert Spencer
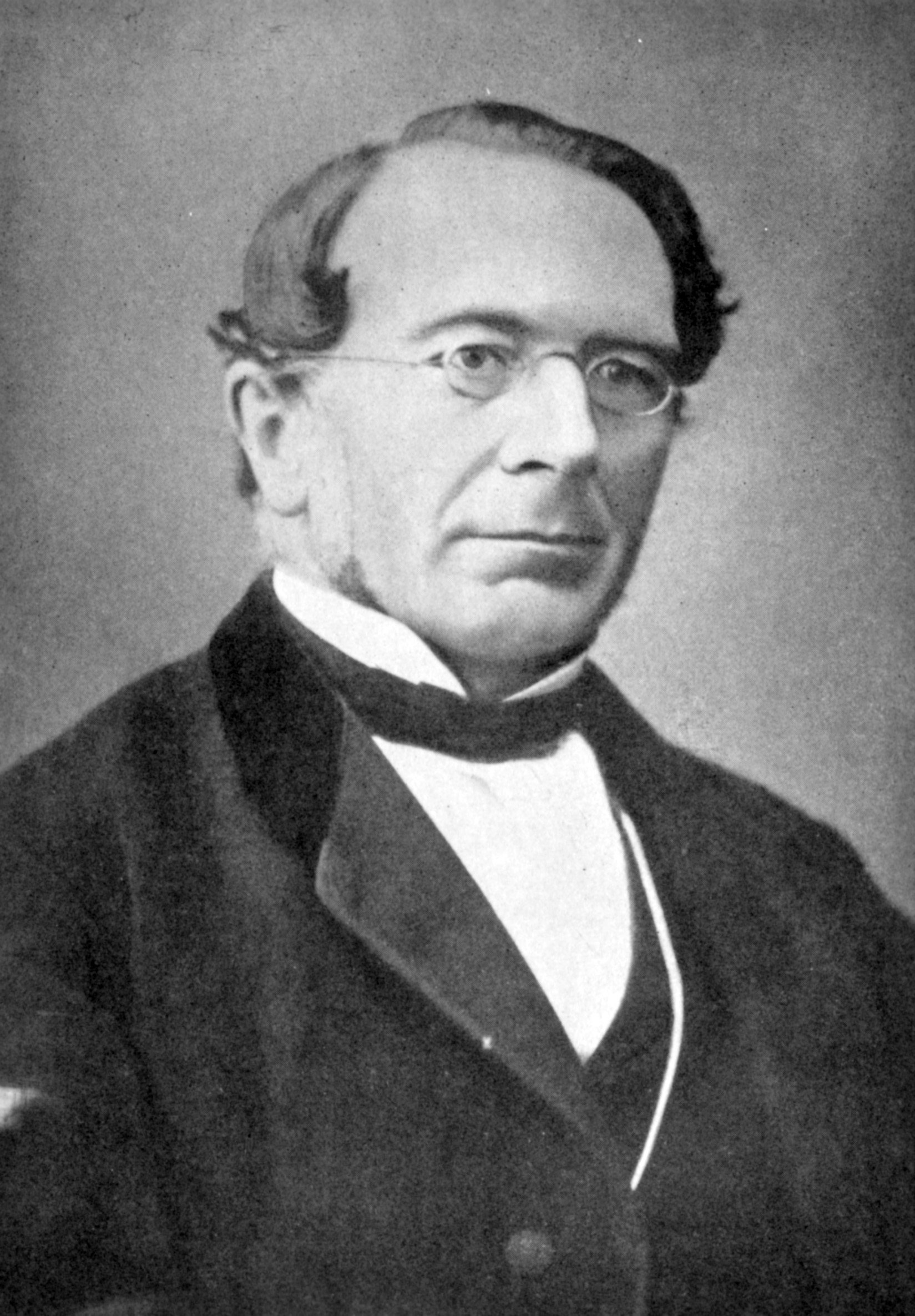
Rudolf von Jhering
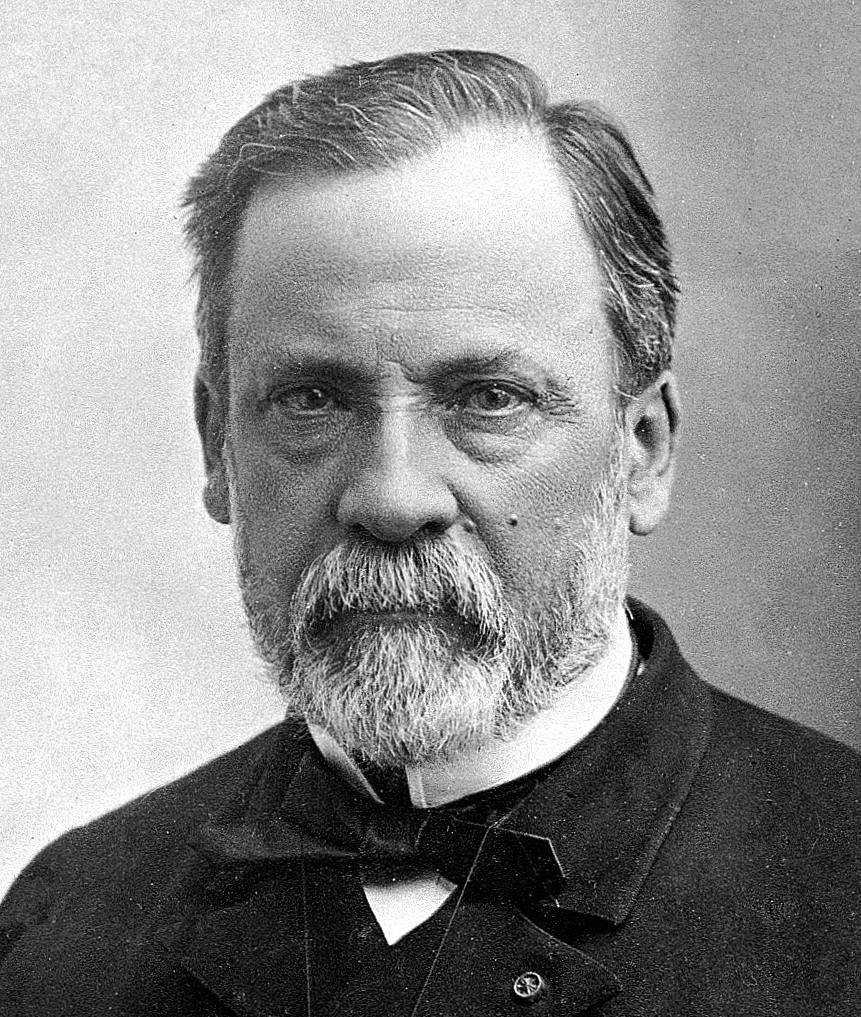
Louis Pasteur

## Elenco dei laureati honoris causa

### Lauree honoris causa conferite per le celebrazioni dell'VIII centenario dell'Alma Mater Studiorum

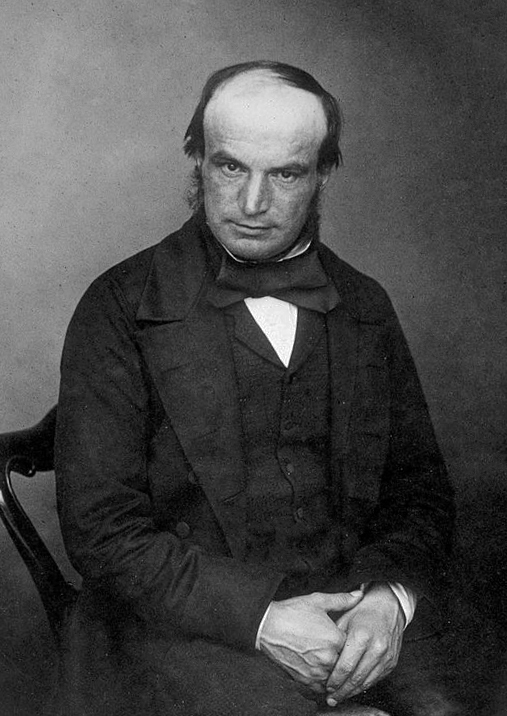
John Couch Adams (1888)

- 13 giugno 1888 John Couch Adams in Astronomia
- 13 giugno 1888 Alexander Emanuel Agassiz in Scienze Naturali
- 13 giugno 1888 George Biddell Airy in Astronomia
- 13 giugno 1888 Tobias Michael Carel Asser in Giurisprudenza
- 13 giugno 1888 Carl Ludwig von Bar in Giurisprudenza
- 13 giugno 1888 Marcelin Berthelot in Chimica
- 13 giugno 1888 Theodor Billroth in Chirurgia
- 13 giugno 1888 Gaston Boissier in Lettere e filosofia
- 13 giugno 1888 Otto Bollinger in Medicina
- 13 giugno 1888 Hermann Bonitz in Lettere
- 13 giugno 1888 Johannes Cornelius Gerardus Boot in Lettere e filosofia
- 13 giugno 1888 Sergey Botkin in Medicina
- 13 giugno 1888 Joseph Boussinesq in Matematica

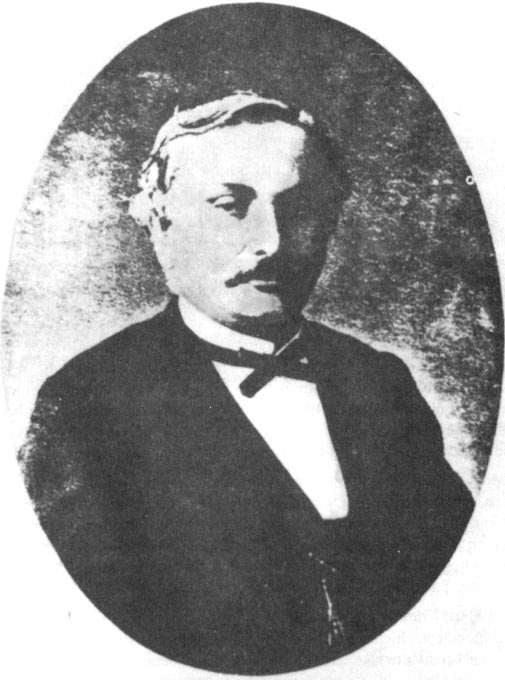
Michel Bréal (1888)

- 13 giugno 1888 Michel Bréal in Lettere e Filosofia
- 13 giugno 1888 Heinrich Brunn in Lettere e Filosofia
- 13 giugno 1888 Heinrich Brunner in Giurisprudenza
- 13 giugno 1888 Claude Bufnoir in Giurisprudenza
- 13 giugno 1888 Robert Wilhelm Bunsen in Chimica
- 13 giugno 1888 Alphonse de Candolle in Botanica
- 13 giugno 1888 Matias de Carvalho y Vasconcelos in Lettere e Filosofia
- 13 giugno 1888 Arthur Cayley in Matematica
- 13 giugno 1888 Jean-Martin Charcot in Medicina
- 13 giugno 1888 Jean Baptiste Auguste Chauveau in Medicina
- 13 giugno 1888 Michel Eugène Chevreul in Chimica
- 13 giugno 1888 Ivan Vladimirovič Cvetaev in Lettere e Filosofia

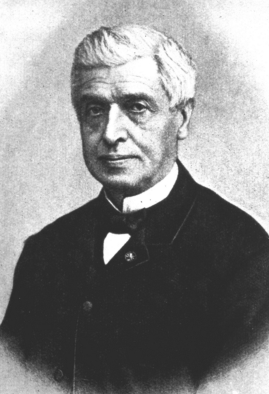
Gabriel Auguste Daubrée (1888)

- 13 giugno 1888 Gabriel Auguste Daubrée in Geologia
- 13 giugno 1888 Heinrich Dietzel in Giurisprudenza
- 13 giugno 1888 Franciscus Cornelis Donders in Medicina
- 13 giugno 1888 David Dudley-Field in Giurisprudenza
- 13 giugno 1888 Thomas Erskine Holland in Giurisprudenza
- 13 giugno 1888 Felix Esquirou de Parieu in Giurisprudenza
- 13 giugno 1888 Julius von Ficker in Giurisprudenza
- 13 giugno 1888 Kuno Fischer in Lettere e Filosofia
- 13 giugno 1888 Heinrich Hermann Fitting in Giurisprudenza
- 13 giugno 1888 Friedrich August Flückiger in Medicina e Chirurgia
- 13 giugno 1888 Emil Albert Friedberg in Giurisprudenza
- 13 giugno 1888 Adolf Gaspary in Lettere e Filosofia
- 13 giugno 1888 William Ewart Gladstone in Lettere e Filosofia
- 13 giugno 1888 Rudolf von Gneist in Giurisprudenza
- 13 giugno 1888 Levin Goldschmidt in Giurisprudenza
- 13 giugno 1888 Wenzel Leopold Gruber in Medicina e Chirurgia
- 13 giugno 1888 Valéry Clément Octave Gréard in Lettere e Filosofia
- 13 giugno 1888 Miksa Hantken in Geologia
- 13 giugno 1888 Hermann von Helmoltz in Fisica
- 13 giugno 1888 Charles Hermite in Matematica
- 13 giugno 1888 Oscar Hertwig in Zoologia
- 13 giugno 1888 Albert Hilger in Scienze Matematiche, Fisiche e Naturali
- 13 giugno 1888 Paul Hinschius in Giurisprudenza
- 13 giugno 1888 Gustave Adolphe Hirn in Fisica
- 13 giugno 1888 August Wilhelm von Hofmann in Scienze Matematiche, Fisiche e Naturali
- 13 giugno 1888 Holtzendorff in Giurisprudenza
- 13 giugno 1888 Joseph Dalton Hooker in Botanica
- 13 giugno 1888 John Hughlings Jackson in Medicina e Chirurgia
- 13 giugno 1888 Thomas Henry Huxley in Biologia
- 13 giugno 1888 Richard Claverhouse Jebb in Lettere e Filosofia
- 13 giugno 1888 Rudolf von Jhering in Giurisprudenza
- 13 giugno 1888 Alfred Pierre Bernard Jourdan in Giurisprudenza
- 13 giugno 1888 Felix Klein in Matematica
- 13 giugno 1888 Robert Koch in Medicina e Chirurgia
- 13 giugno 1888 Nikolai Ivanovich Koksharov in Mineralogia
- 13 giugno 1888 Leopold Kronecker in Matematica
- 13 giugno 1888 Rudolf Albert von Kölliker in Medicina
- 13 giugno 1888 Henri Félix de Lacaze Duthiers in Scienze Naturali
- 13 giugno 1888 Pierre Paul Leroy-Beaulieu in Giurisprudenza
- 13 giugno 1888 Ferdinand Marie de Lesseps in Scienze
- 13 giugno 1888 Franz von Leydig in Zoologia
- 13 giugno 1888 Karl von Liebermeister in Medicina e Chirurgia
- 13 giugno 1888 Joseph Lister in Medicina e Chirurgia
- 13 giugno 1888 James Lorimer in Giurisprudenza
- 13 giugno 1888 James Russel Lowell in Giurisprudenza
- 13 giugno 1888 Charles Lucas in Giurisprudenza
- 13 giugno 1888 Karl Friedrich Wilhelm Ludwig in Medicina e Chirurgia
- 13 giugno 1888 Friedrich Bernard Christian Maassen in Giurisprudenza
- 13 giugno 1888 François-Ernest Mallard in Mineralogia
- 13 giugno 1888 Étienne-Jules Marey in Medicina e Chirurgia
- 13 giugno 1888 Silas Weir Mitchell in Medicina e Chirurgia
- 13 giugno 1888 Magnus Gustaf (Gösta) Mittag-Leffler in Matematica
- 13 giugno 1888 Christian Matthias Theodor Mommsen in Giurisprudenza
- 13 giugno 1888 William Muir in Lettere e Filosofia
- 13 giugno 1888 Friedrich Maximilian Müller in Lettere e Filosofia
- 13 giugno 1888 Carl Rupert Nyblom in Lettere e Filosofia
- 13 giugno 1888 Karl Wilhelm von Nägeli in Biologia
- 13 giugno 1888 Alexandru Odobescu in Lettere e Filosofia
- 13 giugno 1888 Richard Owen in Biologia
- 13 giugno 1888 Gaston Paris in Lettere e Filosofia
- 13 giugno 1888 Louis Pasteur in Medicina e Chirurgia
- 13 giugno 1888 Max Joseph von Pettenkofer in Medicina e Chirurgia
- 13 giugno 1888 Nathanael Pringsheim in Botanica
- 13 giugno 1888 Antonín Randa in Giurisprudenza
- 13 giugno 1888 Louis Antoine Ranvier in Zoologia e Anatomia Comparata
- 13 giugno 1888 Eduard August von Regel in Botanica
- 13 giugno 1888 Joseph Ernest Renan in Lettere e Filosofia
- 13 giugno 1888 Alphonse François Renard in Geologia
- 13 giugno 1888 Gustaf Magnus Retzius in Medicina e Chirurgia
- 13 giugno 1888 Alphonse Pierre Octave Rivier in Giurisprudenza
- 13 giugno 1888 Georg Friedrich Wilhelm Roscher in Giurisprudenza
- 13 giugno 1888 Julius von Sachs in Botanica
- 13 giugno 1888 Moritz Schiff in Medicina e Chirurgia
- 13 giugno 1888 Oswald Schmiedeberg in Medicina e Chirurgia
- 13 giugno 1888 Hugo Schuchardt in Lettere e Filosofia
- 13 giugno 1888 Johann Friedrich von Schulte in Giurisprudenza
- 13 giugno 1888 Simon Schwendener in Botanica
- 13 giugno 1888 Herbert Spencer in Lettere e Filosofia
- 13 giugno 1888 Lorenz von Stein in Giurisprudenza
- 13 giugno 1888 József Szabò in Geologia
- 13 giugno 1888 Kelvin William Thomson in Fisica
- 13 giugno 1888 Jean-Joseph Thonissen in Giurisprudenza
- 13 giugno 1888 Cornelius Petrus Tiele in Lettere e Filosofia
- 13 giugno 1888 Adolf Tobler in Lettere e Filosofia
- 13 giugno 1888 Melchior Treub in Botanica
- 13 giugno 1888 Joseph Unger in Giurisprudenza
- 13 giugno 1888 Alexandr Nikolajevic Veselovskij in Lettere e Filosofia
- 13 giugno 1888 Rudolf Virchow in Medicina e Chirurgia
- 13 giugno 1888 John Eugen Bulow Warming in Botanica
- 13 giugno 1888 Karl Theodor Wilhelm Weierstrass in Matematica
- 13 giugno 1888 Thomas Spencer Wells in Medicina e Chirurgia
- 13 giugno 1888 Bernhard Windscheid in Giurisprudenza
- 13 giugno 1888 Emil Winkler in Scienze
- 13 giugno 1888 Gustav Anton Zeuner in Scienze
- 14 luglio 1897 Oscar II di Svezia in Lettere

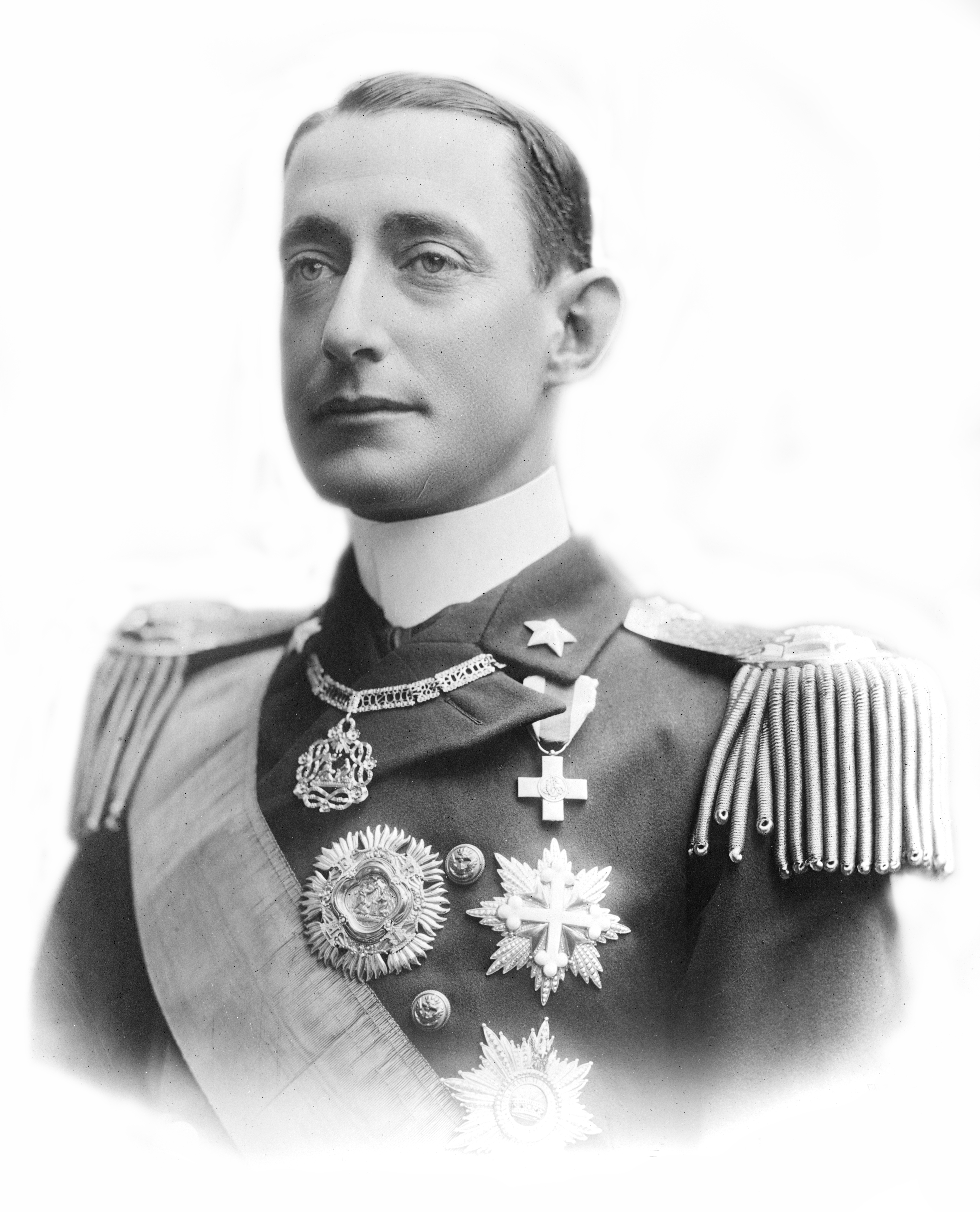
Luigi Amedeo di Savoia-Aosta (1901)

- 14 gennaio 1901 Luigi Amedeo di Savoia-Aosta, duca degli Abruzzi in Scienze Naturali
- 15 giugno 1911 Andrew Carnegie in Scienze Naturali
- 7 luglio 1917 Thomas Woodrow Wilson in Giurisprudenza

Tra il 1917 e il 1919 furono conferite 159 lauree in memoria degli studenti caduti nella I guerra mondiale
- 18 giugno 1926 Umberto II di Savoia in Giurisprudenza
- 11 gennaio 1932 Daniel Marsh in Filosofia
- 5 maggio 1934 Guglielmo Marconi in Fisica
- 30 ottobre 1934 George Joseph Ryan in Lettere
- 23 febbraio 1935 Bálint Hóman in Lettere
- 16 dicembre 1940 Riccardo Bacchelli in Lettere
- 15 febbraio 1941 Giuseppe De Micheli in Ingegneria
- 20 maggio 1941 Gerhard Domagk in Medicina

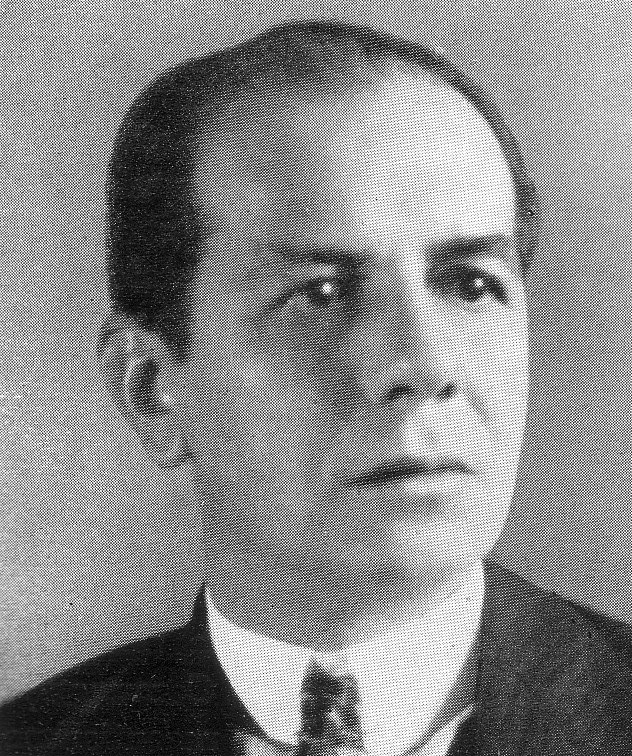
Antonio Stefano Benni (1942)

- 24 maggio 1942 Antonio Stefano Benni in Ingegneria

Il 7 dicembre 1946 furono conferite 205 lauree in memoria degli studenti caduti nella II guerra mondiale, altre 23 furono conferite il 25 aprile 1950 in occasione delle celebrazioni del 5º Anniversario della liberazione ed altre 5 il 12 gennaio 1952
- 7 maggio 1949 Ermenegildo Santoni in Ingegneria
- 20 giugno 1951 Cesare Barbieri in Ingegneria
- 21 giugno 1951 Grayson Louis Kirk in Filosofia
- 17 aprile 1952 Stephan George Kuttner in Giurisprudenza
- 17 aprile 1952 Gabriel Le Bras in Giurisprudenza
- 17 aprile 1952 Arturo Michele Landgraf in Filologia
- 26 aprile 1952 Jerome Pierce Webster in Medicina e Chirurgia
- 5 dicembre 1953 Cristopher Kelk Ingold in Chimica
- 30 aprile 1954 Stepan Prokof'evič Timošenko in Ingegneria
- 30 giugno 1954 David Bernard Steinman in Ingegneria

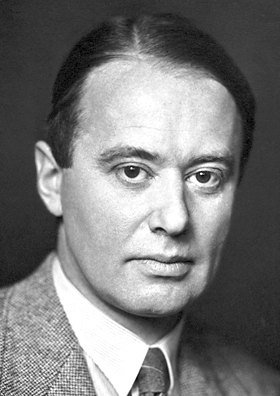
Arne Tiselius (1955)

- 26 aprile 1955 Arne Tiselius in Chimica industriale
- 22 maggio 1957 Edgar Douglas Adrian in Medicina
- 22 maggio 1957 Luigi Einaudi in Economia
- 8 febbraio 1958 Aldobrandino Malvezzi De' Medici in Filosofia
- 2 maggio 1958 Edward Charles Dodds in Chimica
- 12 dicembre 1958 Enrico Mattei in Ingegneria
- 12 dicembre 1959 Howard Rosario Marraro in Lettere
- 12 dicembre 1959 Dominik Maurillo in Medicina
- 30 marzo 1960 Milton Stover Eisenhower in Giurisprudenza
- 31 maggio 1960 Eduard Čech in Matematica
- 31 maggio 1960 Lucien Godeaux in Matematica
- 7 luglio 1960 Enzo Ferrari in Ingegneria
- 7 luglio 1960 Heinrich Press in Ingegneria

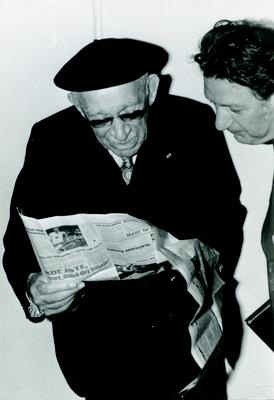
Joseph Kampé De Fériet (1961)

- 2 ottobre 1961 Joseph Kampé De Fériet in Matematica
- 21 ottobre 1963 August Rucker in Ingegneria
- 21 ottobre 1963 Antonio Segni in Giurisprudenza
- 21 ottobre 1963 Erich Genzmer in Giurisprudenza
- 28 aprile 1964 Eugenio Tisserant in Lettere
- 24 ottobre 1965 Ignazio Chavez in Medicina
- 24 ottobre 1965 Wilder Graves Penfield in Medicina
- 24 ottobre 1965 Hans Popper in Medicina
- 29 gennaio 1966 Étienne Gilson in Filologia
- 29 gennaio 1966 Charles Southward Singleton in Lettere
- 28 gennaio 1967 Thomas Stearns Eliot in Lettere alla memoria
- 10 febbraio 1967 Pierre Jourda in Lettere
- 29 settembre 1967 Beniamino Segre in Matematica
- 29 settembre 1967 Gheorghe Vrănceanu in Matematica

Enrico Bompiani (1967)

- 29 settembre 1967 Enrico Bompiani in Matematica
- 29 settembre 1967 Charles Ehresmann in Matematica
- 9 gennaio 1969 Romano Guardini in Filologia
- 9 gennaio 1969 Karl Löwith in Filologia
- 12 febbraio 1969 Ian Ferguson Sommerville in Medicina
- 28 giugno 1972 Howard Bernhardt Adelmann in Medicina
- 7 aprile 1973 Addeke Hendrik Boerma in Agraria
- 14 ottobre 1974 Joseph Charyk in Ingegneria
- 14 ottobre 1974 William Pickering in Ingegneria
- 14 ottobre 1974 John Pierce in Ingegneria Elettronica
- 21 maggio 1976 Goffredo Petrassi in Disciplina delle Arti Musica e Spettacolo (DAMS)
- 21 maggio 1976 Luigi Dallapiccola in Disciplina delle Arti Musica e Spettacolo (DAMS)
- 28 settembre 1976 Jules François in Medicina
- 28 settembre 1976 Henri Gastaut in Medicina
- 16 dicembre 1976 Edgar Bright Wilson in Chimica
- 1º ottobre 1977 Adolfo Quilico in Chimica
- 18 ottobre 1981 Ilmar Tammelo in Scienze Politiche
- 23 novembre 1981 Paul Abraham Freund in Giurisprudenza

Raul Gardini (1987)

- 20 maggio 1982 Horst Fuhrmann in Storia
- 20 maggio 1982 Felix Gilbert in Storia
- 20 maggio 1982 Gerold Walser in Storia
- 27 maggio 1982 Gerald Edward Adams in Chimica e Tecnologia Farmaceutiche
- 7 giugno 1982 Antonio Gotto in Medicina
- 8 aprile 1983 Giulio John D'Angiò in Medicina
- 28 aprile 1983 Dario Graffi in Ingegneria
- 14 settembre 1983 Willem Johan Kolff in Medicina
- 18 gennaio 1984 Alberto Menarini in Lettere
- 28 novembre 1984 John Thompson Shepherd in Medicina
- 8 maggio 1985 Michael Francis Oliver in Medicina
- 9 maggio 1985 David Parker Craig in Chimica
- 27 novembre 1985: Maximo Pacheco Gomez in Giurisprudenza

### Lauree honoris causa conferite per le celebrazioni del IX centenario dell'Alma Mater Studiorum
Le seguenti lauree sono state conferite da Fabio Alberto Roversi Monaco per le celebrazioni del IX centenario dell'Alma Mater Studiorum (1088-1988):
- 7 aprile 1987 Raul Gardini in Agraria
- 28 aprile 1987 Carlo, Principe del Galles in Lettere
- 28 maggio 1987 Walter F. Bodmer in Medicina
- 29 agosto 1987 Heinrich Hans Eggebrecht in Disciplina delle Arti Musica e Spettacolo (DAMS)
- 26 settembre 1987 Pietro Barilla in Economia e Commercio

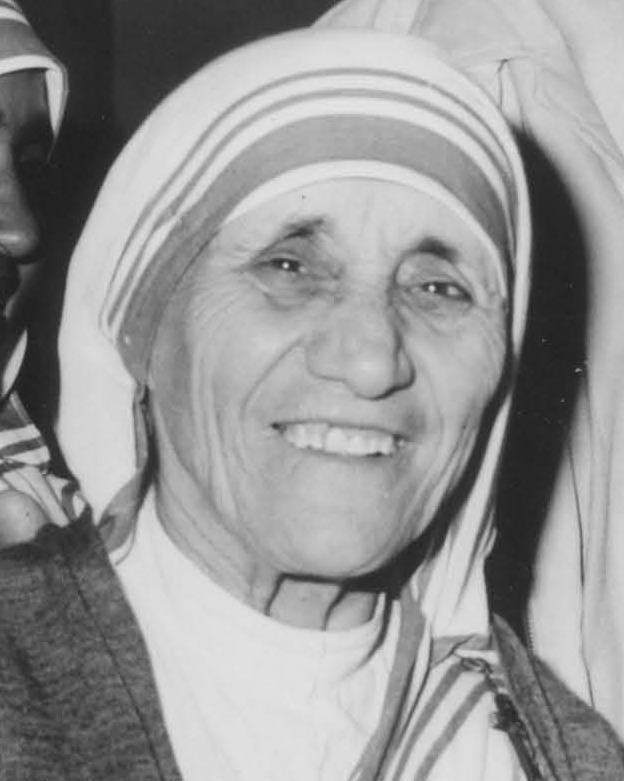
Madre Teresa di Calcutta (1987)

- 26 settembre 1987 Madre Teresa di Calcutta in Farmacia
- 16 novembre 1987 Robert Feenstra in Giurisprudenza
- 16 dicembre 1987 Gregory Mieczyslaw Bekker in Ingegneria
- 16 gennaio 1988 Amartya Sen in Economia e Commercio
- 27 febbraio 1988 Jacques Drèze in Scienze Politiche
- 27 febbraio 1988 Niklas Luhmann in Scienze Politiche
- 27 febbraio 1988 Aaron Wildavsky in Scienze Politiche
- 17 marzo 1988 John Burrow in Scienze Politiche
- 17 marzo 1988Marcel Le Glay in Storia
- 17 marzo 1988 Jacob Neusner in Scienze Politiche
- 15 aprile 1988 Yves Coppens in Scienze Naturali
- 15 aprile 1988 Philippe De Woot De Trixhe in Economia
- 29 aprile 1988 Andrea Gheorghiou Papandreou in Scienze Statistiche
- 5 maggio 1988 Juan Carlos I in Giurisprudenza
- 19 maggio 1988 Gabriel Sanders in Lettere
- 19 maggio 1988 Luigi Luca Cavalli Sforza in Scienze Statistiche

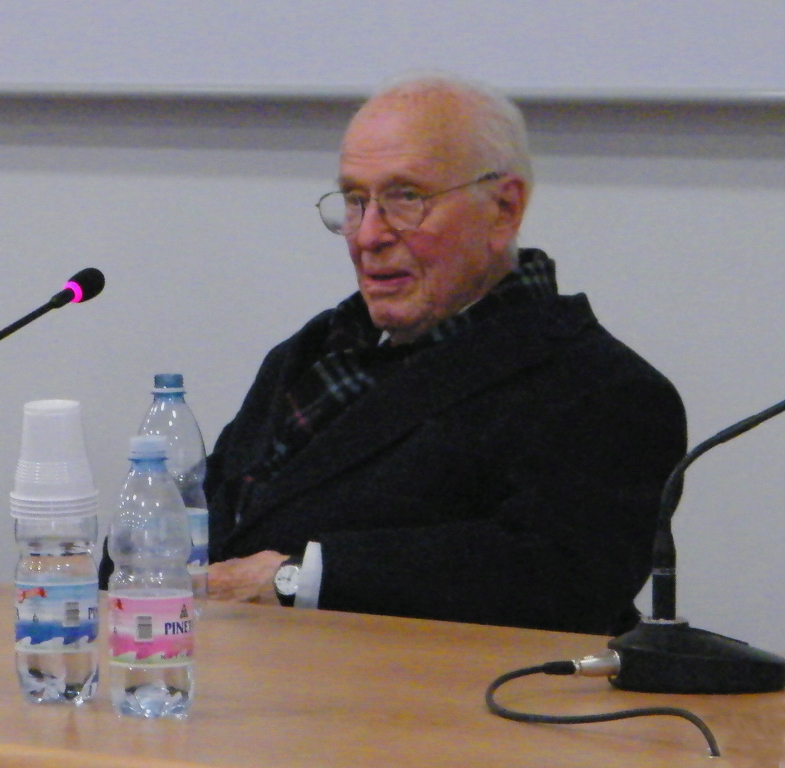
Luigi Luca Cavalli Sforza (1988)

- 19 maggio 1988 Camilo Dagum in Scienze Statistiche
- 19 maggio 1988 Hans Heinrich Jescheck in Giurisprudenza
- 19 maggio 1988 Edward Re in Giurisprudenza
- 20 maggio 1988 Lodewijk Woltjer in Fisica
- 20 maggio 1988 Étienne Decroux in Disciplina delle Arti Musica e Spettacolo (DAMS)
- 20 maggio 1988 Leon Van Hove in Astronomia
- 28 maggio 1988 Andrzej Wajda in Lettere
- 6 giugno 1988 Georg Solti in Disciplina delle Arti Musica e Spettacolo (DAMS)
- 8 giugno 1988 Richard Bing in Medicina
- 18 luglio 1988 George Porter in Chimica
- 29 agosto 1988 John L. Heilbron in Filosofia
- 8 settembre 1988 Rudolf E. Kalman in Ingegneria

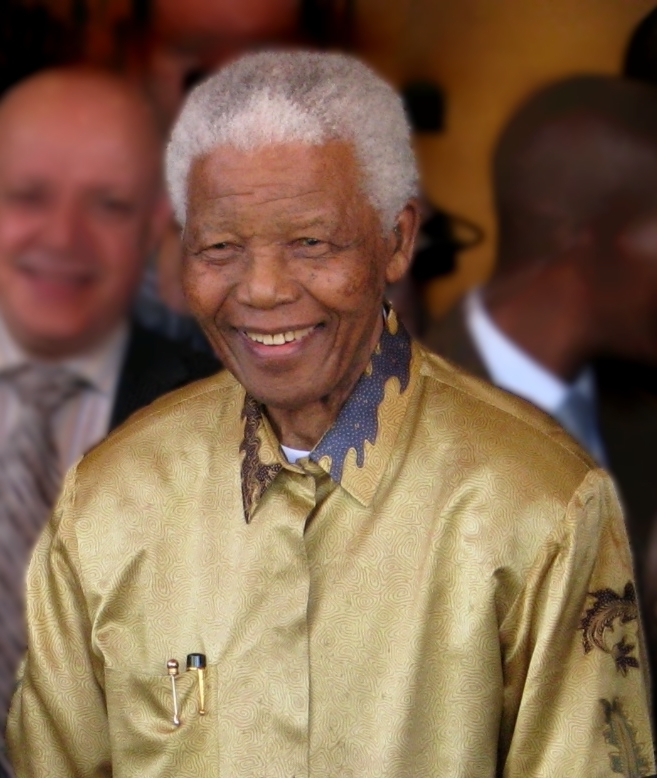
Nelson Mandela (1988)

- 11 settembre 1988 Alan F. Hofmann in Medicina
- 12 settembre 1988 Nelson Mandela in Scienze Politiche
- 16 settembre 1988 Carmine Romanzi in Biologia
- 18 settembre 1988 Francesco Cossiga in Giurisprudenza
- 27 settembre 1988 William D. McElroy in Chimica e Tecnologia Farmaceutiche
- 19 ottobre 1988 Alhaji Rilwanu Lukman in Ingegneria
- 13 novembre 1988 Alexander Dubček in Scienze Politiche
- 16 novembre 1988 Thomas E. Starzl in Medicina
- 18 novembre 1988 Lee Tsung Dao in Fisica
- 18 novembre 1988 Samuel Ting in Fisica
- 18 novembre 1988 Bernard I. Cohen in Filosofia
- 18 novembre 1988 Leslie Kish in Scienze Statistiche

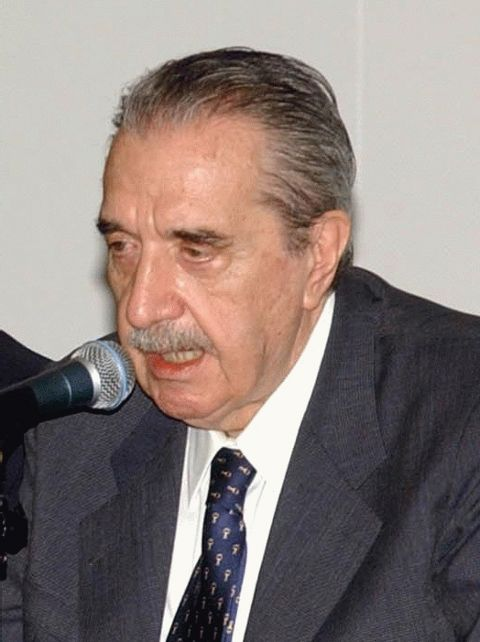
Raúl Ricardo Alfonsín (1988)

- 22 novembre 1988 Raúl Ricardo Alfonsín in Giurisprudenza
- 23 novembre 1988 Tage Astrup in Medicina
- 23 novembre 1988 Josè Aristodemo Pinotti in Medicina
- 23 novembre 1988 Marc Verstaete in Medicina
- 21 gennaio 1989 Inge Kemp Genefke in Medicina
- 21 gennaio 1989 Juan Rosai in Medicina
- 23 gennaio 1989 Paulo Freire in Pedagogia
- 23 gennaio 1989 Mario Lodi in Pedagogia
- 23 gennaio 1989 Margherita Zoebeli in Pedagogia
- 8 febbraio 1989 Andrei Dmitrievich Sakharov in Astronomia
- 20 marzo 1989 Joseph Knoll in Farmacia
- 20 marzo 1989 Alberto Zambon in Chimica e Tecnologia Farmaceutiche
- 20 marzo 1989 Oronzio De Nora in Chimica industriale
- 20 marzo 1989 Bruce Ames in Chimica e Tecnologia Farmaceutiche
- 6 aprile 1989 Norberto Bobbio in Giurisprudenza
- 10 aprile 1989 Mário Soares in Giurisprudenza
- 21 aprile 1989 Jean Guitton in Filosofia
- 24 aprile 1989 Northrop Frye in Lingue
- 22 maggio 1989 Franco Barberi in Fisica
- 22 maggio 1989 Karl Folkers in Medicina
- 29 maggio 1989 Archibald Howie in Fisica
- 29 maggio 1989 David Daiches in Lettere

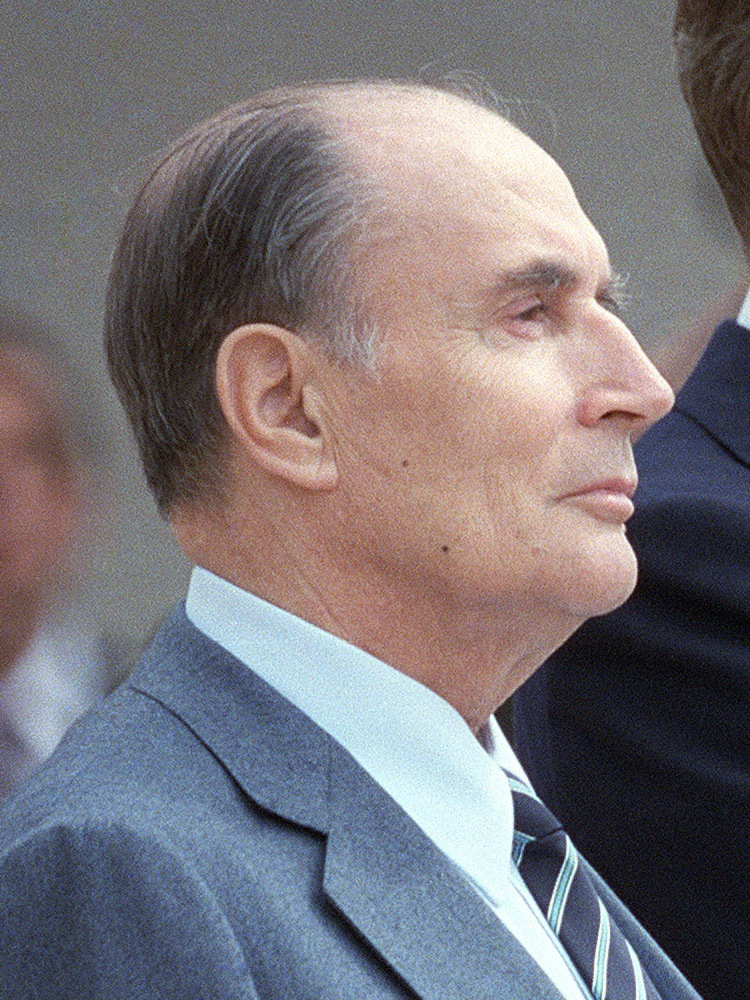
François Mitterrand (1989)

- 5 ottobre 1989 François Mitterrand in Giurisprudenza
- 7 ottobre 1989 Claude Simon in Lingue
- 7 ottobre 1989 Paul Ricœur in Storia
- 7 ottobre 1989 Jean-Marie Lehn in Chimica e Tecnologia Farmaceutiche
- 7 ottobre 1989 François Jacob in Medicina
- 11 ottobre 1989 Joseph Hanse in Lingue
- 11 ottobre 1989 William R. Hewlett in Ingegneria
- 11 ottobre 1989 Georg Henrik Von Wright in Filosofia
- 11 ottobre 1989 Carl Gustav Hempel in Filosofia
- 17 ottobre 1989 Giuliano Ruggieri in Geologia
- 17 ottobre 1989 Per V. Bruel in Ingegneria
- 17 ottobre 1989 Albert Eschenmoser in Chimica
- 18 ottobre 1989 Luc Montagnier in Medicina

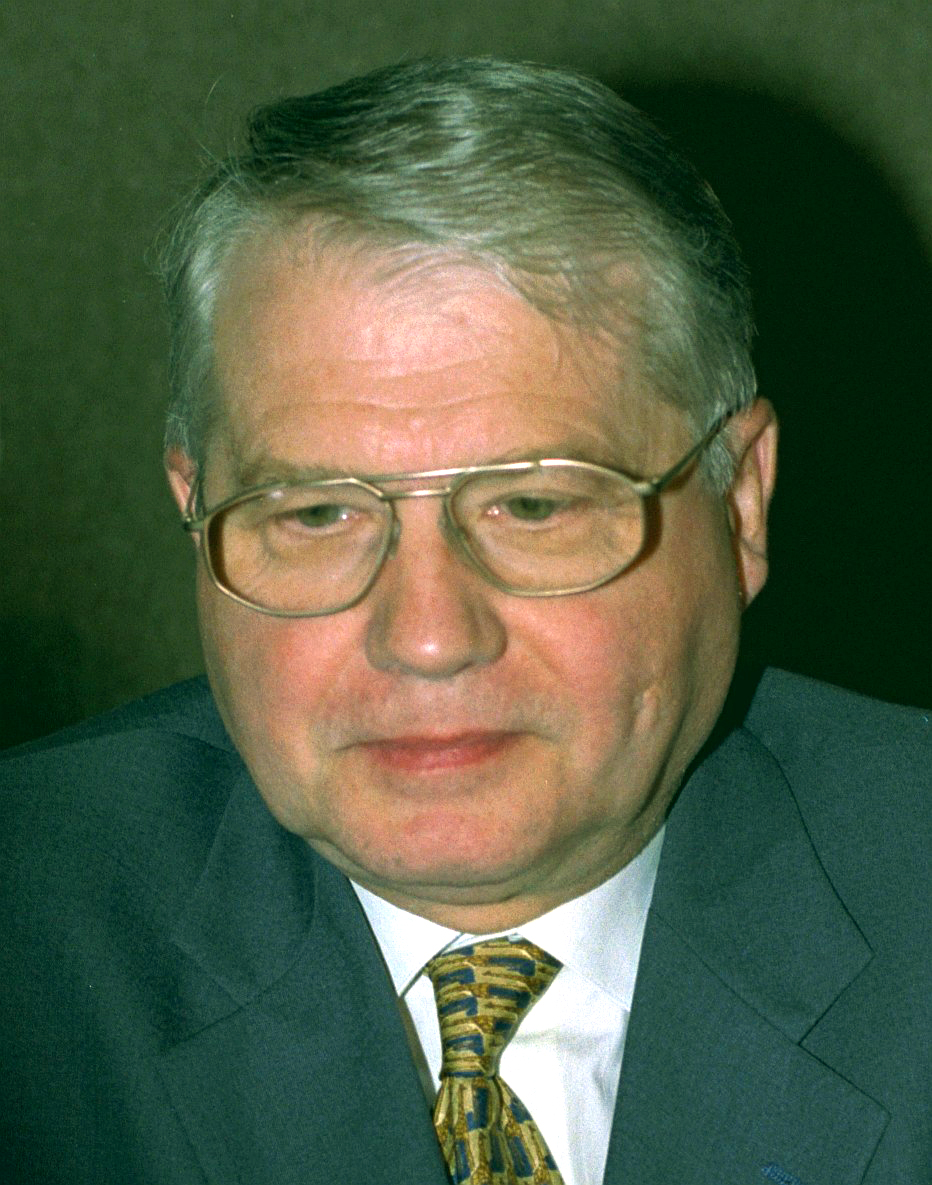
Luc Montagnier (1989)

- 22 novembre 1989 Luigi Aloe in Biologia
- 11 dicembre 1989 Giovanni Spadolini in Storia

### Lauree honoris causa conferite successivamente al IX centenario dell'Alma Mater Studiorum
- 23 gennaio 1990 Edouard Saouma in Agraria
- 25 gennaio 1990 Jules Janick in Agraria
- 6 marzo 1990 Bronisław Geremek in Storia
- 15 maggio 1990 Joseph Kohn in Matematica
- 15 maggio 1990 Gerard Lyon Caen in Giurisprudenza
- 15 maggio 1990 Guido Calabresi in Giurisprudenza
- 30 maggio 1990 Tenzin Gyatso in Pedagogia
- 26 ottobre 1990 Norman Montague Bleehen in Farmacia
- 15 maggio 1991 Giovanni Pozzi in Lettere
- 15 maggio 1991 Cornelio Sommaruga in Medicina

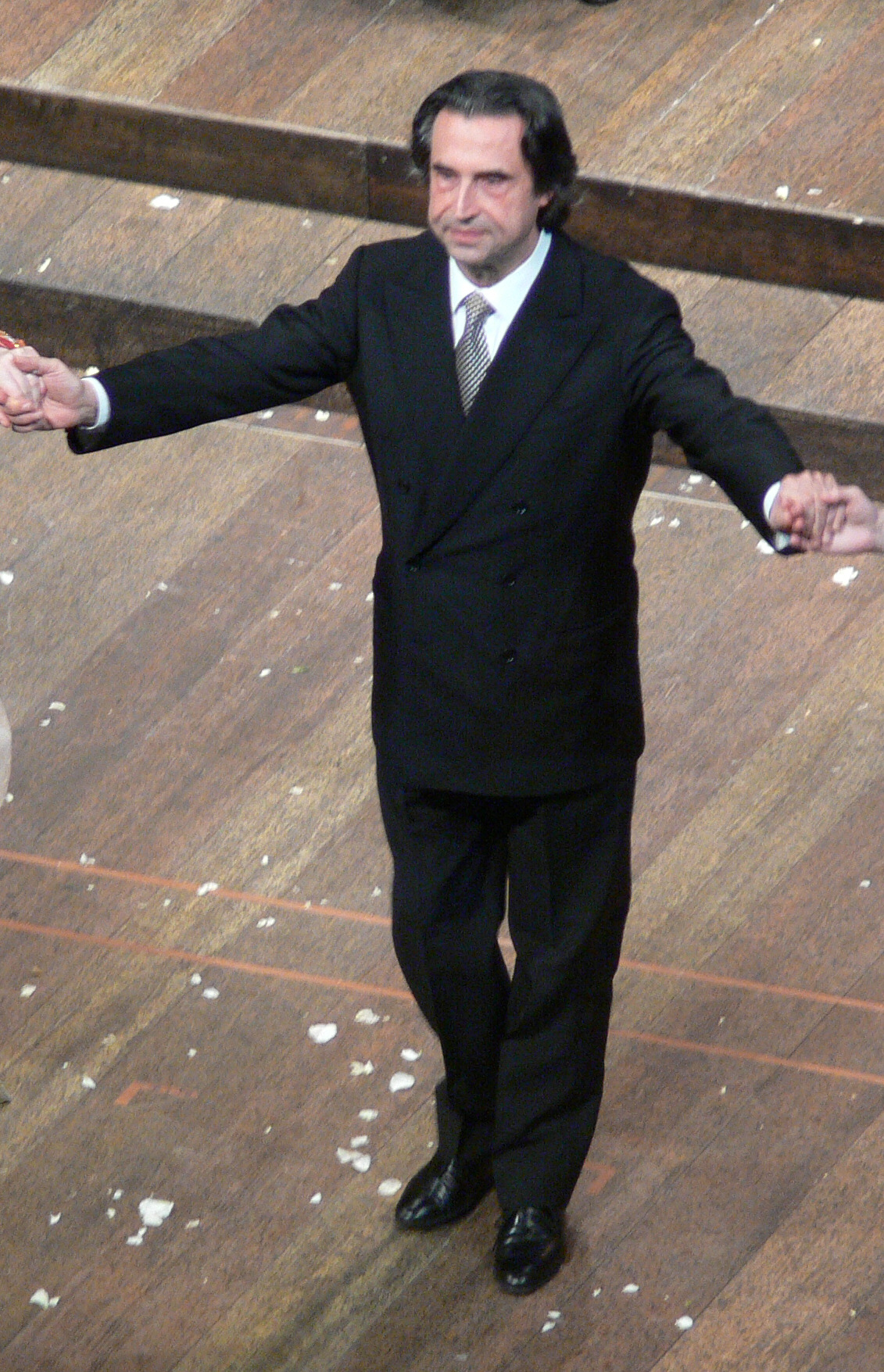
Riccardo Muti (1991)

- 28 maggio 1991 Riccardo Muti in Discipline delle Arti, Musica e Spettacolo (DAMS)
- 29 maggio 1991 Norman Ernest Borlaug in Agraria
- 30 maggio 1991 Ralf Dahrendorf in Scienze Politiche
- 10 settembre 1991 Vladimir Arnold in Matematica
- 18 settembre 1991 Czesław Miłosz in Lingue
- 28 novembre 1991 Manoussos Manoussakas in Storia
- 28 novembre 1991 Christopeher C. Booth in Medicina
- 28 novembre 1991 Marx Siurala in Medicina
- 30 marzo 1992 Jean Leclant in Lettere
- 30 marzo 1992 Léopold Sédar Senghor in Lingue
- 30 marzo 1992 Pieter Willem Pestman in Storia
- 15 maggio 1992 Eduardo Garcia de Enterria in Giurisprudenza
- 15 maggio 1992 Evelio Verdere y Tuells in Giurisprudenza
- 18 settembre 1992 Mokumbo S. Swaminathan in Agraria
- 18 settembre 1992 Udupi Ramachandra Rao in Astronomia
- 20 ottobre 1992 Sahaul G. Massry in Medicina

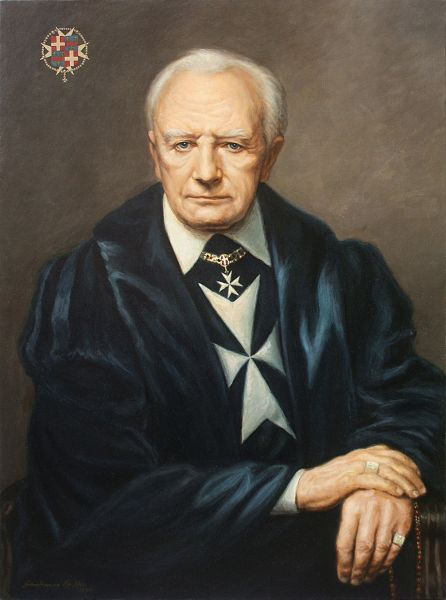
Andrew Bertie (1992)

- 5 novembre 1992 Andrew Bertie in Medicina
- 14 maggio 1993 Jacques Delors in Giurisprudenza
- 7 giugno 1993 Manmohan Singh in Economia e Commercio
- 17 settembre 1993 Nathan Rosenberg in Economia e Commercio
- 9 dicembre 1993 Eugenio Garin in Filosofia
- 19 aprile 1994 Felix Noath Rutledge in Medicina
- 19 aprile 1994 Claude Laurent Torvard in Chimica e Tecnologia Farmaceutiche
- 23 maggio 1994 Luigi Cremonini in Medicina Veterinaria
- 27 giugno 1994 Maria Cristina Luinetti in Medicina
- 15 novembre 1994 Werner Sundermann in Conservazione dei Beni Culturali
- 28 novembre 1994 Roy H. Jenkins in Scienze Politiche
- 10 marzo 1995 Amleto Neri in Chimica industriale

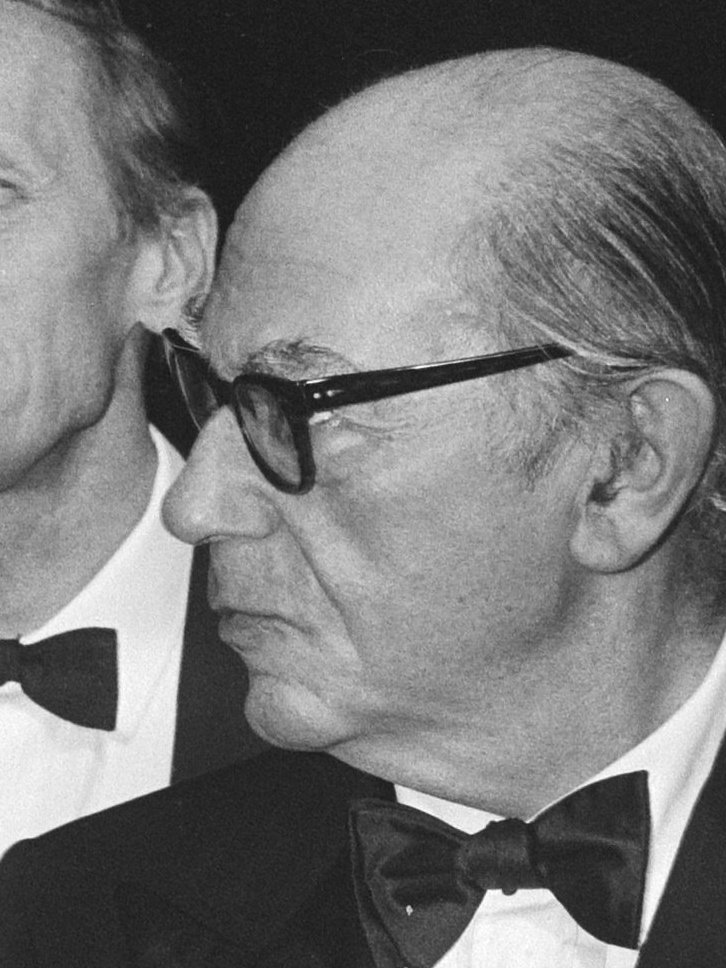
Isaiah Berlin (1995)

- 17 marzo 1995 Gerrit Dirksen in Medicina Veterinaria
- 19 aprile 1995 Ginetta Chirici in Scienze dell'educazione
- 3 maggio 1995 Isaiah Berlin in Filosofia
- 3 maggio 1995 Raymond Klibanscky in Filosofia
- 29 maggio 1995 Uriel Bachrach in Medicina
- 29 maggio 1995 Zehev Tadmor in Chimica industriale
- 8 giugno 1995 Ernst Mayr in Scienze Naturali
- 8 giugno 1995 Cesare Emiliani in Scienze Ambientali
- 23 ottobre 1995 Alain Touraine in Scienze Politiche
- 23 ottobre 1995 Anthony Barnes Atkinson in Scienze Politiche
- 30 ottobre 1995 George Soros in Economia e Commercio
- 15 dicembre 1995 Renzo Canestrari in Psicologia
- 15 gennaio 1996 Robert Merton in Scienze Politiche

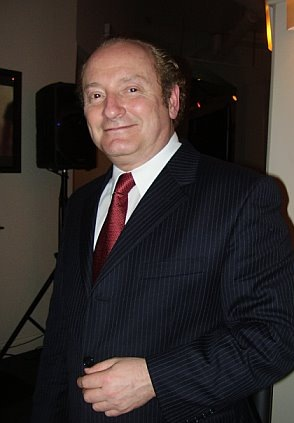
Robert Merton (1996)

- 15 gennaio 1996 Wolfgang Schieder in Scienze Politiche
- 17 aprile 1996 Giovanni Nencioni in Lettere
- 13 maggio 1996 Bianca Pitzorno in Scienze dell'educazione
- 13 maggio 1996 Bertrand Schwartz in Scienze dell'educazione
- 13 maggio 1996 Danilo Dolci in Scienze dell'educazione
- 5 giugno 1996 Giancarlo Rota in Informatica
- 24 giugno 1996 Sergio Dompè in Biotecnologie Farmaceutiche
- 5 settembre 1996 Petr Zuman in Chimica e Tecnologia Farmaceutiche
- 19 settembre 1996 Jürgen Habermas in Giurisprudenza
- 7 ottobre 1996 Butler Lampson in Informatica
- 7 ottobre 1996 Gunter K. Von Noorden in Medicina
- 5 novembre 1996 Hartmut Michel in Biotecnologie Industriali
- 8 novembre 1996 Salim Ahmed Salim in Scienze Politiche

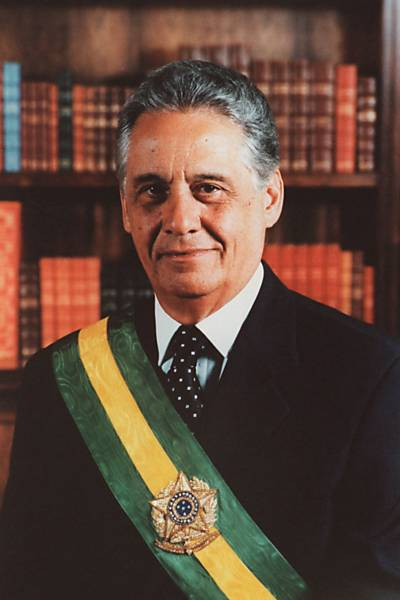
Fernando Henrique Cardoso (1996)

- 13 febbraio 1997 Fernando Henrique Cardoso in Scienze Politiche
- 10 aprile 1997 Giovan Battista Carpi in Scienze dell'educazione
- 16 aprile 1997 Ronald Dworkin in Giurisprudenza
- 16 aprile 1997 Harold Bloom in Lingue
- 12 maggio 1997 Massimo Severo Giannini in Giurisprudenza
- 12 giugno 1997 Enzo Biagi in Scienze della Comunicazione
- 12 giugno 1997 Jerome Seymour Bruner in Scienze della Comunicazione
- 9 luglio 1997 Arthur Robin Milner in Informatica
- 9 luglio 1997 Maurice Nivat in Informatica
- 17 novembre 1997 Jerzy Grotowsky in Discipline delle Arti Musica e Spettacolo (DAMS)
- 6 febbraio 1998 Federico Zeri in Lettere
- 21 febbraio 1998 Árpád Göncz in Discipline delle Arti Musica e Spettacolo (DAMS)
- 18 marzo 1998 Serge Moscovici in Psicologia

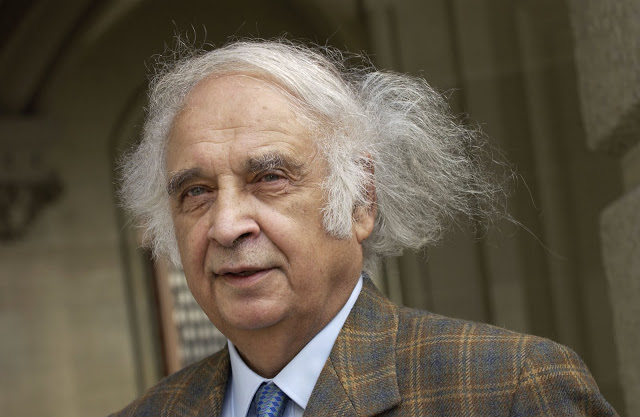
Serge Moscovici (1998)

- 18 marzo 1998 Francesco Novara in Psicologia
- 18 marzo 1998 Elisabeth Warrington in Psicologia
- 1º giugno 1998 James Gobbo in Giurisprudenza
- 11 giugno 1998 Nicolas Hayek in Conservazione dei Beni Culturali
- 1º luglio 1998 Luigi Ciotti in Scienze dell'educazione
- 10 ottobre 1998 Mirko Grmek in Filosofia
- 10 ottobre 1998 Gerardus T'Hooft in Fisica
- 10 ottobre 1998 Gerald Edelman in Biologia

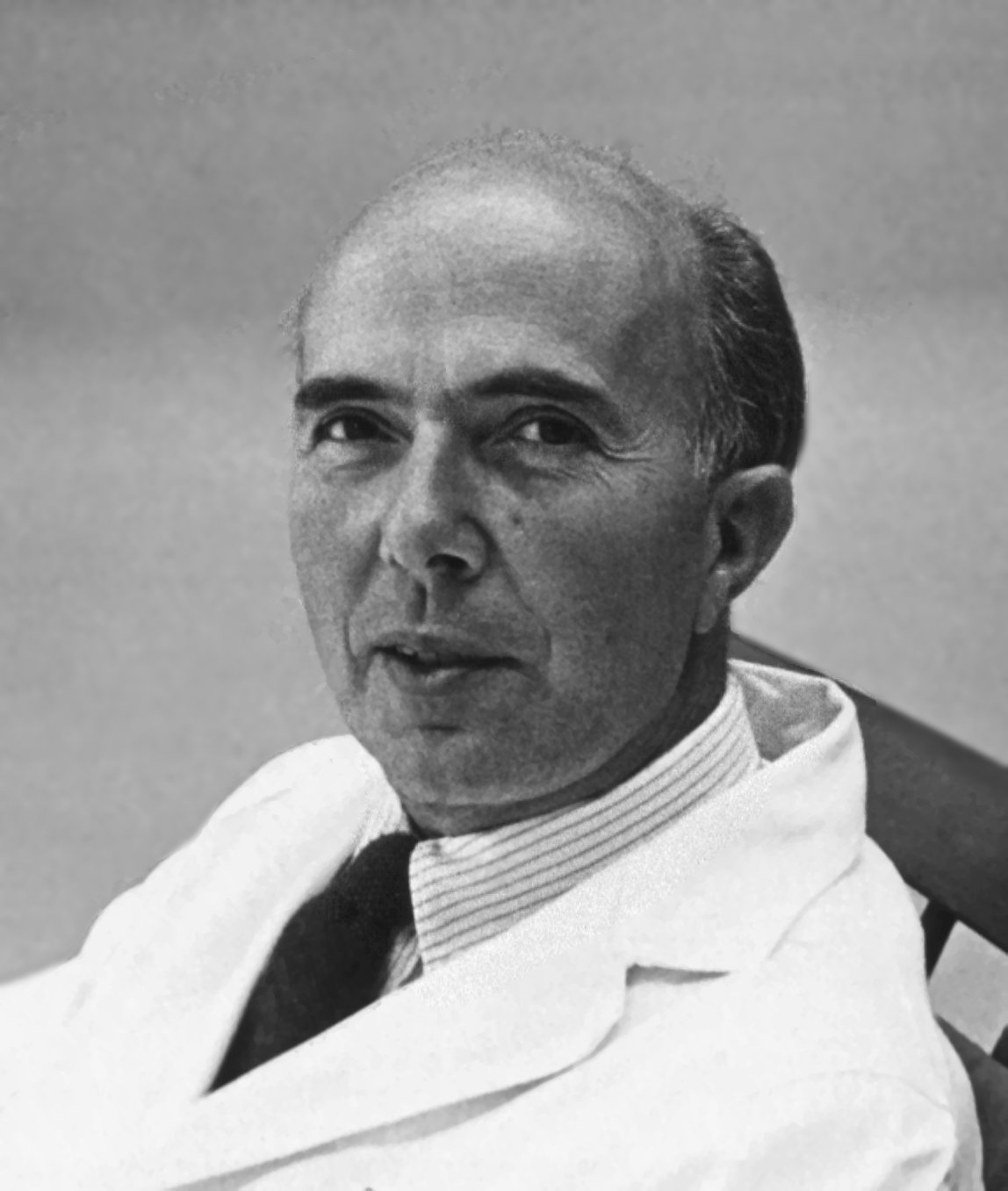
Renato Dulbecco (1998)

- 10 ottobre 1998 Renato Dulbecco in Filosofia
- 6 novembre 1998 Dieter Simon in Lettere
- 6 novembre 1998 Eugenio Barba in Discipline delle Arti Musica e Spettacolo (DAMS)
- 4 dicembre 1998 Umberto Paolucci in Scienze Statistiche
- 27 febbraio 1999 Giovanni Bertoni in Ingegneria
- 27 febbraio 1999 Davide Trevisani in Ingegneria
- 5 marzo 1999 Goran Lundborg in Medicina
- 24 aprile 1999 Luigi Ferdinando Tagliavini in Discipline delle Arti Musica e Spettacolo (DAMS)
- 29 aprile 1999 Luca Ronconi in Discipline delle Arti Musica e Spettacolo (DAMS)
- 9 luglio 1999 Lucio Dalla in Discipline delle Arti Musica e Spettacolo (DAMS)
- 19 settembre 1999 John Opitz in Medicina

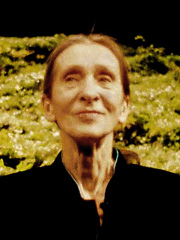
Pina Bausch (1999)

- 25 novembre 1999 Pina Bausch in Discipline delle Arti Musica e Spettacolo (DAMS)
- 2 dicembre 1999 Alfred Rupert Hall in Filosofia
- 2 dicembre 1999 Patrick Suppes in Filosofia
- 2 dicembre 1999 Bidare Venkatasubbiah Subbarayappa in Storia
- 11 dicembre 1999 M'Hamed Hassine Fantar in Conservazione dei Beni Culturali
- 11 dicembre 1999 Robert Hanhart in Conservazione dei Beni Culturali
- 11 dicembre 1999 Miklós Szabó in Conservazione dei Beni Culturali
- 18 febbraio 2000 Marco Tronchetti Provera in Ingegneria

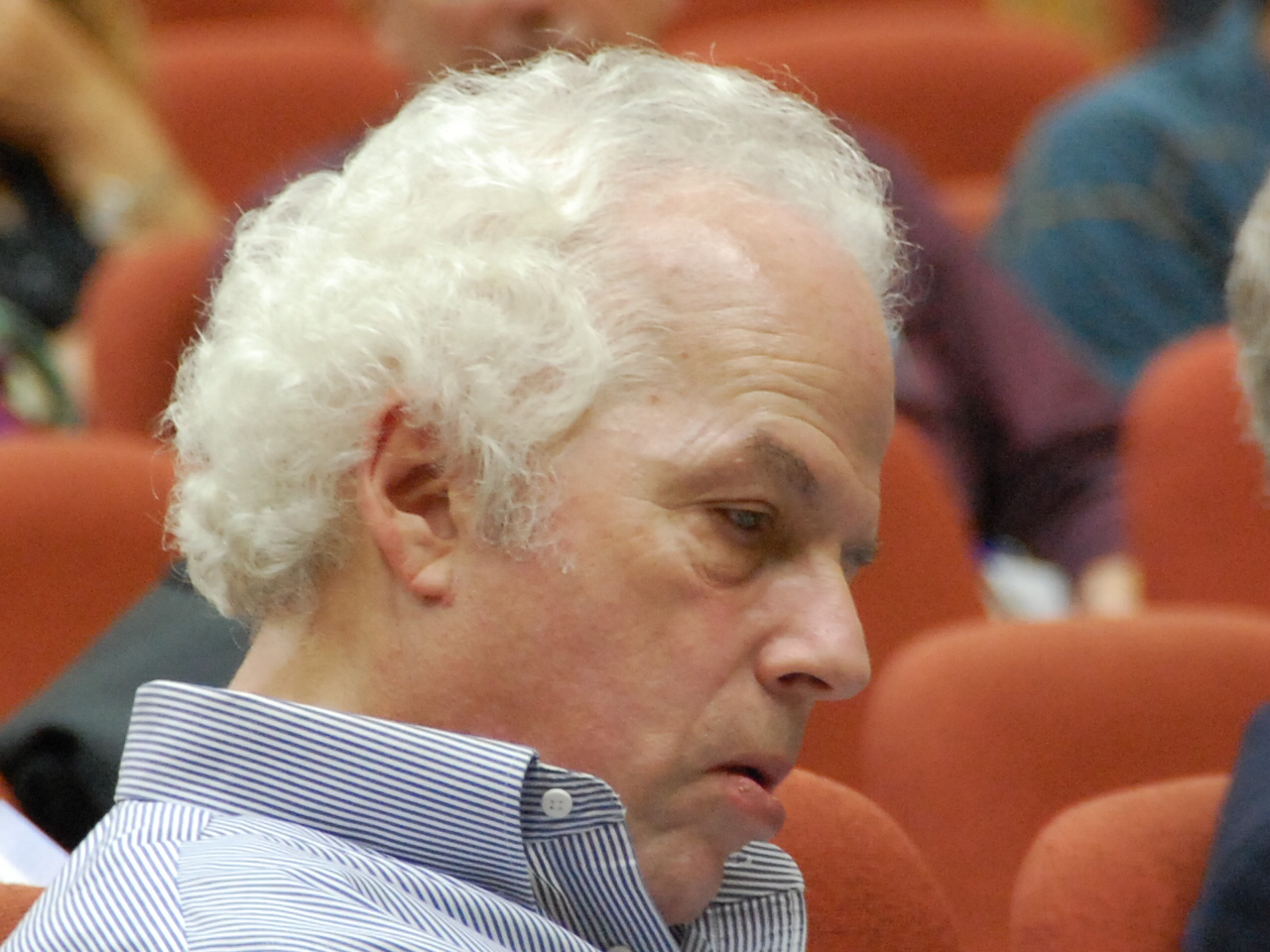
Stanley Prusiner (2000)

- 30 marzo 2000 Giordano Righini in Chimica
- 5 maggio 2000 Barry Benson Goldberg in Medicina
- 18 maggio 2000 Pietro Rescigno in Giurisprudenza
- 18 maggio 2000 Bruno Hansen in Biotecnologie Farmaceutiche
- 18 maggio 2000 Aharon Barak in Giurisprudenza
- 26 maggio 2000 Italo Pasquon in Chimica industriale
- 26 maggio 2000 Giorgio Domenichini in Chimica industriale
- 4 luglio 2000 Alberta Ferretti in Conservazione dei Beni Culturali
- 30 agosto 2000 Aung San Suu Kyi in Filosofia
- 7 settembre 2000 Stanley Prusiner in Medicina
- 18 settembre 2000 Josep Bricall in Giurisprudenza
- 19 settembre 2000 Louis Ignarro in Medicina

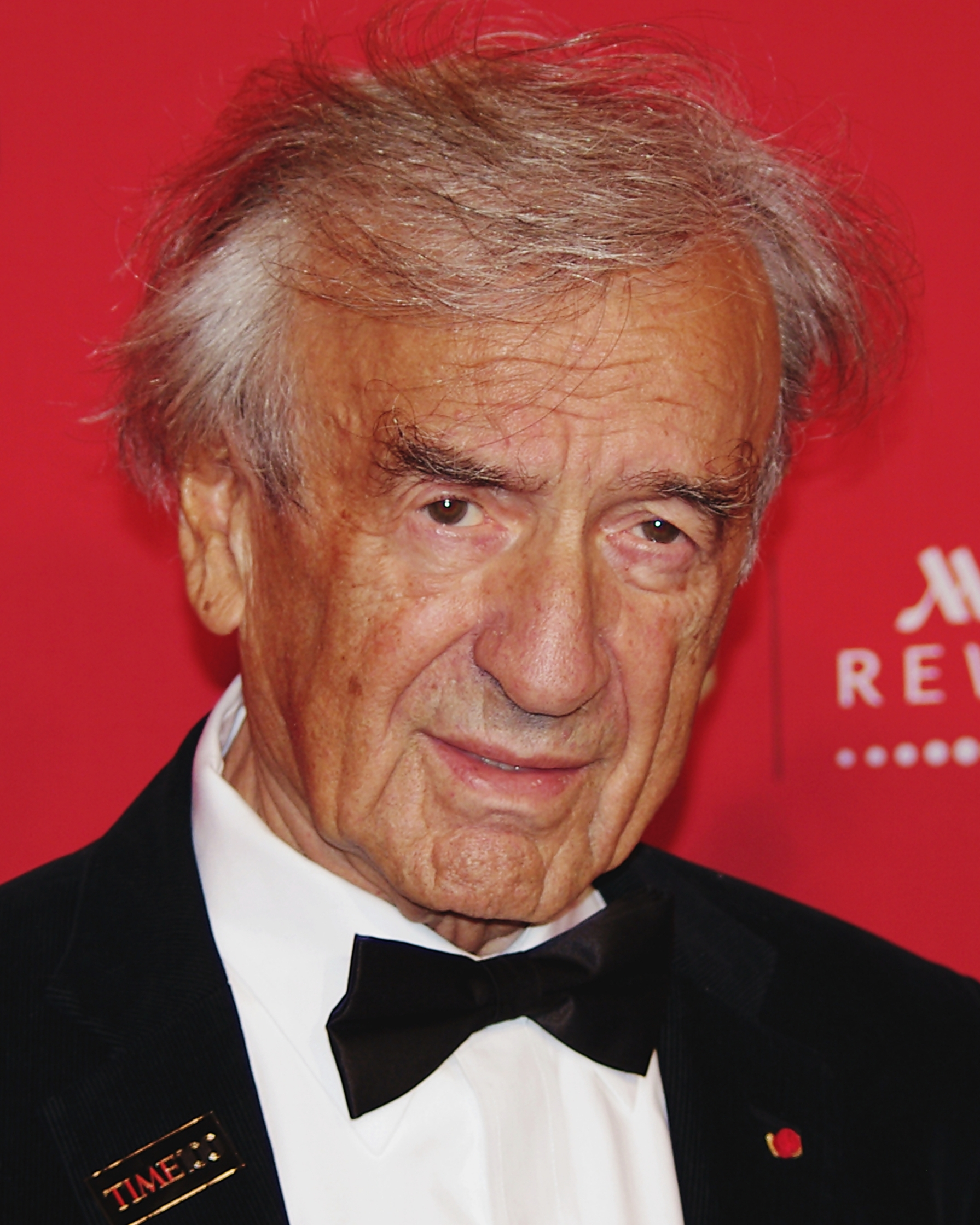
Elie Wiesel (2000)

- 5 ottobre 2000 Elserino Mario Piol in Economia Aziendale
- 17 ottobre 2000 Domingo Felipe Cavallo in Scienze Politiche
- 17 ottobre 2000 Indro Montanelli in Scienze Politiche
- 25 ottobre 2000 Giovanni Bersani in Agraria
- 26 ottobre 2000 Marc Fumaroli in Lingue
- 29 ottobre 2000 Luciano Berio in Disciplina delle Arti Musica e Spettacolo (DAMS)
- 29 ottobre 2000 Elie Wiesel in Filosofia
- 29 ottobre 2000 Benedetto Marzullo in Disciplina delle Arti Musica e Spettacolo (DAMS)
- 26 febbraio 2001 Maxwell Roach in Disciplina delle Arti Musica e Spettacolo (DAMS)
- 26 febbraio 2001 Joseph Kosuth in Disciplina delle Arti Musica e Spettacolo (DAMS)
- 9 aprile 2001 Giuliano Berretta in Ingegneria
- 4 maggio 2001 Mario Merz in Disciplina delle Arti Musica e Spettacolo (DAMS)

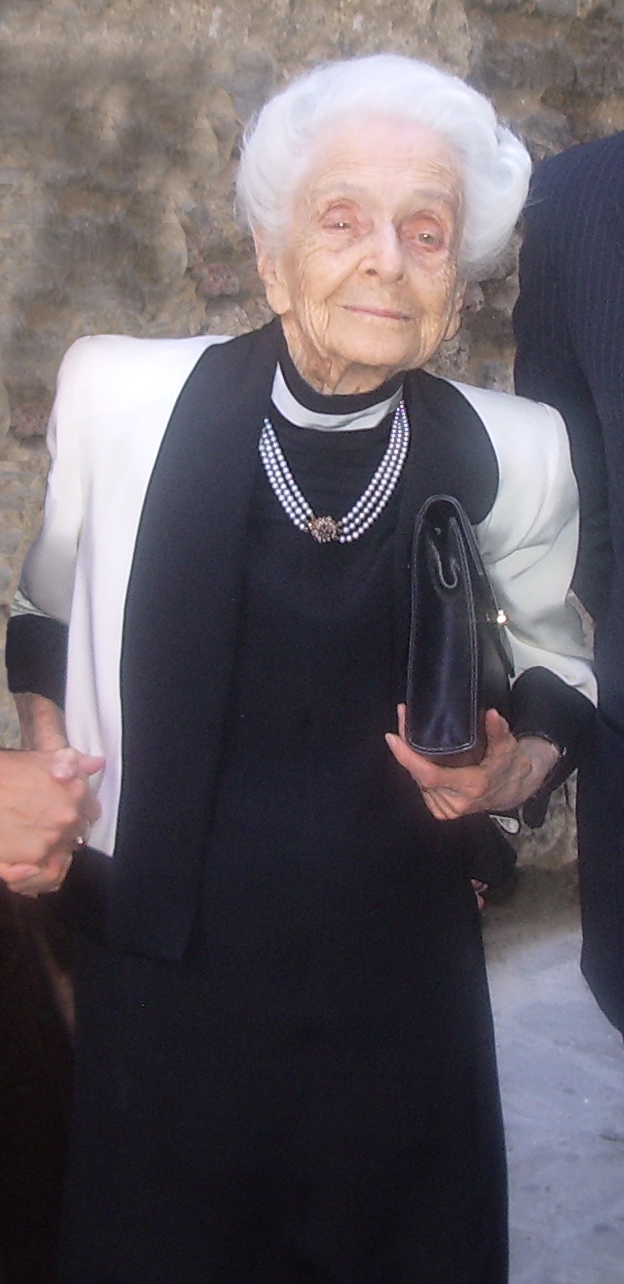
Rita Levi-Montalcini (2001)

- 4 maggio 2001 Leo De Berardinis in Disciplina delle Arti Musica e Spettacolo (DAMS)
- 21 maggio 2001 Francisco Josè Ayala in Scienze Naturali
- 21 maggio 2001 Marino Golinelli in Conservazione dei Beni Culturali
- 14 giugno 2001 Francesco Berlinghieri in Giurisprudenza
- 18 settembre 2001 Rita Levi-Montalcini in Medicina Veterinaria
- 31 ottobre 2001 Franz Fischler in Agraria
- 24 gennaio 2002 Giuliano Vassalli in Giurisprudenza
- 24 maggio 2002 Ahmed Fathy Sorour in Giurisprudenza
- 29 maggio 2002 Piero Anversa in Medicina
- 14 giugno 2002 David Marquand in Scienze Politiche
- 20 settembre 2002 Noyori Ryoji in Chimica industriale
- 7 ottobre 2002 Roberto Benigni in Lettere
- 19 ottobre 2002 Malachi Beit-Arié in Conservazione dei Beni Culturali
- 19 ottobre 2002 Ramon Teja in Conservazione dei Beni Culturali
- 19 ottobre 2002 Colette Sirat in Conservazione dei Beni Culturali
- 19 ottobre 2002 Josè Maria Blazquez Martinez in Conservazione dei Beni Culturali
- 21 ottobre 2002 Francesco Guccini in Scienze dell'educazione in collaborazione con l'Università degli Studi di Modena e Reggio Emilia
- 8 novembre 2002 Denis Mahon in Disciplina delle Arti Musica e Spettacolo (DAMS)

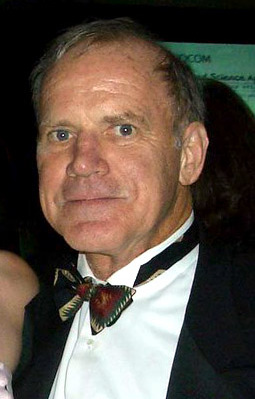
Kary Mullis (2004)

- 18 novembre 2002 Ettore Messina in Scienze Motorie
- 18 novembre 2002 Armando Arcangeli in Scienze Motorie
- 18 novembre 2002 Per Olof Astrand in Scienze Motorie
- 12 febbraio 2003 Corrado Zaini in Medicina Veterinaria
- 7 marzo 2003 Paul Gerhard Klussmann in Lingue
- 7 marzo 2003 Ljudmila Alekseevna Verbitskaja in Lingue
- 26 maggio 2003 Federico Capasso in Ingegneria
- 26 maggio 2003 Henry Baltes in Ingegneria
- 26 maggio 2003 Adriano Aguzzi in Biologia
- 12 giugno 2003 Jerome Seymour Bruner in Psicologia in collaborazione con l'Università degli Studi di Modena e Reggio Emilia
- 27 giugno 2003 Géza Alföldy in Lettere
- 18 febbraio 2004 Francesco Salamini in Biotecnologie Agrarie
- 8 marzo 2004 Pierre Rosenberg in Lettere
- 8 marzo 2004 Andrea Zanzotto in Lettere
- 4 maggio 2004 Kary Mullis in Biotecnologie Farmaceutiche
- 21 giugno 2004 Domenico Maffei in Giurisprudenza
- 21 giugno 2004 Édouard Glissant in Lingue

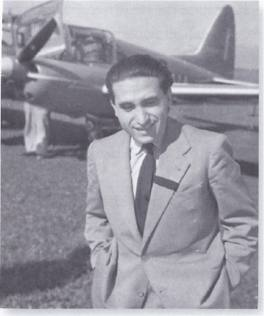
Ermanno Bazzocchi (2005)

- 15 ottobre 2004 Muhammad Yunus in Pedagogia
- 5 novembre 2004 Lakhdar Brahimi in Giurisprudenza
- 26 novembre 2004 Oswald Mathias Ungers in Architettura
- 14 dicembre 2004 Friedrich Krinzinger in Conservazione dei Beni Culturali
- 13 gennaio 2005 Willem Doise in Psicologia
- 13 gennaio 2005 William Mcguire in Psicologia
- 13 gennaio 2005 Jean Claude Sperandio in Psicologia
- 17 febbraio 2005 Ermanno Bazzocchi in Ingegneria
- 1º aprile 2005 Irenäus Eibl-Eibesfeldt in Psicologia
- 1º aprile 2005 Noam Chomsky in Psicologia
- 30 aprile 2005 Nerio Alessandri in Ingegneria

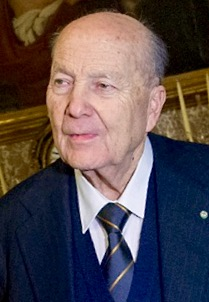
Paolo Grossi (2005)

- 24 maggio 2005 Leonard Kleinrock in Scienze di Internet
- 17 giugno 2005 Masatoshi Koshiba in Astronomia
- 17 giugno 2005 Grzegorz Rozemberg in Informatica
- 11 ottobre 2005 Roy Malcom Macleod in Filosofia
- 24 ottobre 2005 Lorenzo Martin Retortillo Baquer in Giurisprudenza
- 24 ottobre 2005 Paolo Grossi in Giurisprudenza
- 24 ottobre 2005 Giuseppe Pericu in Giurisprudenza
- 19 novembre 2005 Bartolomeo di Costantinopoli in Conservazione dei Beni Culturali
- 26 novembre 2005 Martin Scorsese in Disciplina delle Arti Musica e Spettacolo (DAMS)
- 3 febbraio 2006 Maurice Aymard in Lettere
- 9 marzo 2006 Mstislav Rostropovich in Scienze Politiche
- 7 aprile 2006 Giancarlo Ligabue in Conservazione dei Beni Culturali
- 30 maggio 2006 George Steiner in Lettere
- 17 giugno 2006 Stuart Curran in Lingue

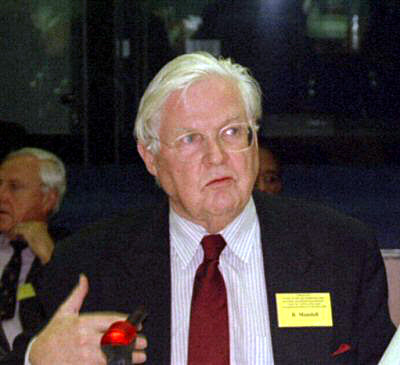
Robert Alexander Mundell (2006)

- 2 settembre 2006 Robert Alexander Mundell in Economia e Commercio
- 2 ottobre 2006 Sheldon Lee Glashow in Fisica
- 2 ottobre 2006 Barry Barish in Fisica
- 26 ottobre 2006 Frank Walsh in Farmacia
- 26 ottobre 2006 Paolo Rossi Monti in Filosofia
- 15 dicembre 2006 Franco della Peruta in Lettere
- 15 dicembre 2006 Wolfgang Hubner in Lettere
- 15 dicembre 2006 Francoise Waquet in Lettere
- 22 gennaio 2007 Giulia Maria Mozzoni Crespi in Storia dell'Arte
- 22 gennaio 2007 Sandro Ruffo in Conservazione e Gestione del Patrimonio Naturale
- 23 marzo 2007 Abass Alavi in Medicina

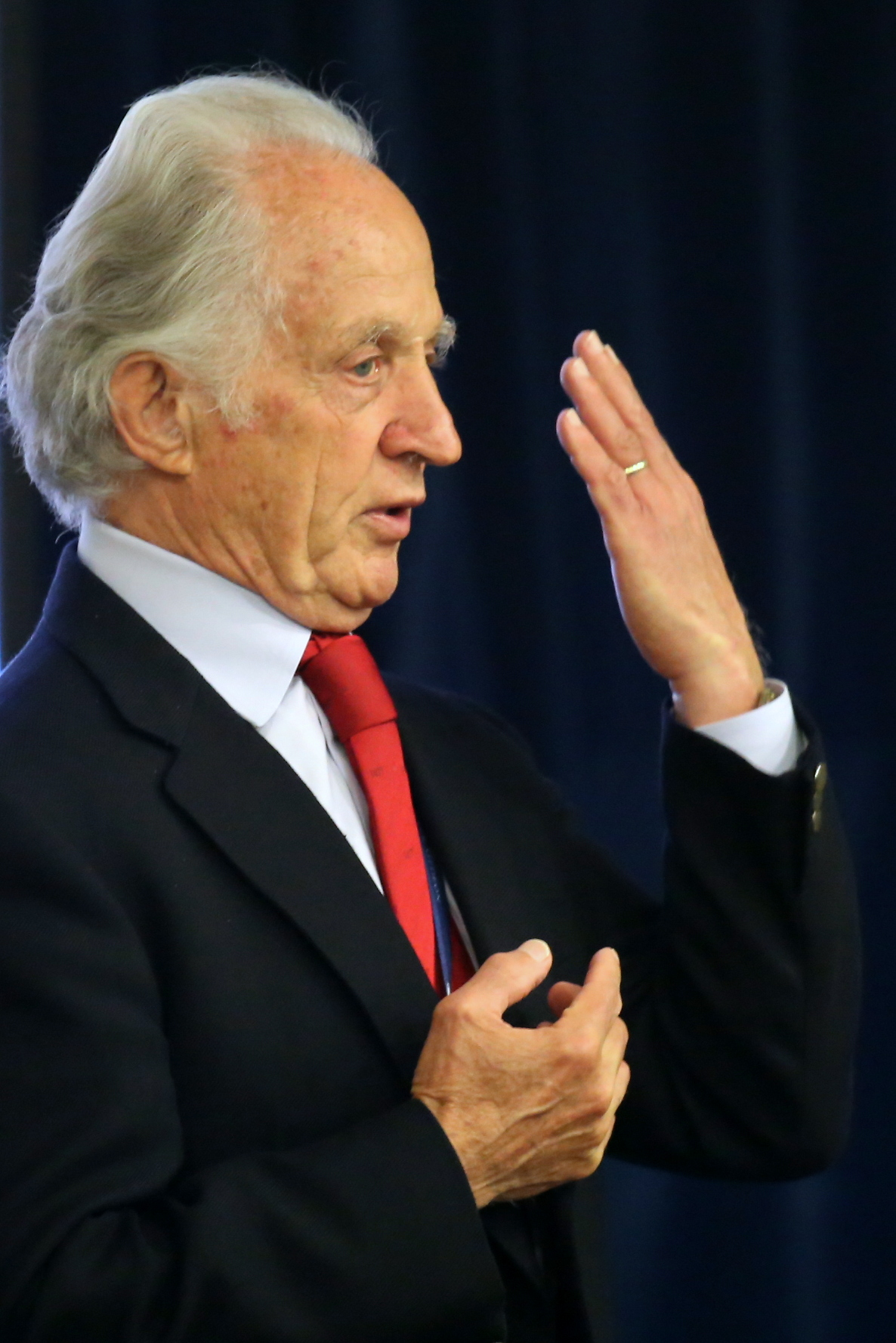
Mario Renato Capecchi (2007)

- 23 marzo 2007 Hans Henrik Holm in Medicina
- 20 aprile 2007 Hunter "Patch" Adams in Pedagogia
- 20 aprile 2007 Miloud Oukili in Pedagogia
- 12 maggio 2007 Mario Renato Capecchi in Medicina
- 12 maggio 2007 Victor A. McKusick in Medicina
- 17 ottobre 2007 Hebe de Bonafini in rappresentanza dell'Asociación Madres de Plaza de Mayo in Pedagogia
- 4 dicembre 2007 Eduardo Lourenço de Faria in Lingue
- 23 gennaio 2008 Nathan Nelson in Biologia molecolare
- 26 febbraio 2008 Amedeo Caporaletti in Ingegneria
- 26 febbraio 2008 Friedrich Pfeiffer in Ingegneria
- 10 aprile 2008 Robert Karl Grasselli in Chimica industriale
- 10 aprile 2008 Gian Carlo Minardi in Chimica Industriale
- 27 maggio 2008 Christian Goudineau in Conservazione dei Beni Culturali
- 24 settembre 2009 Prabhakar Raghavan in Scienze e tecnologie informatiche

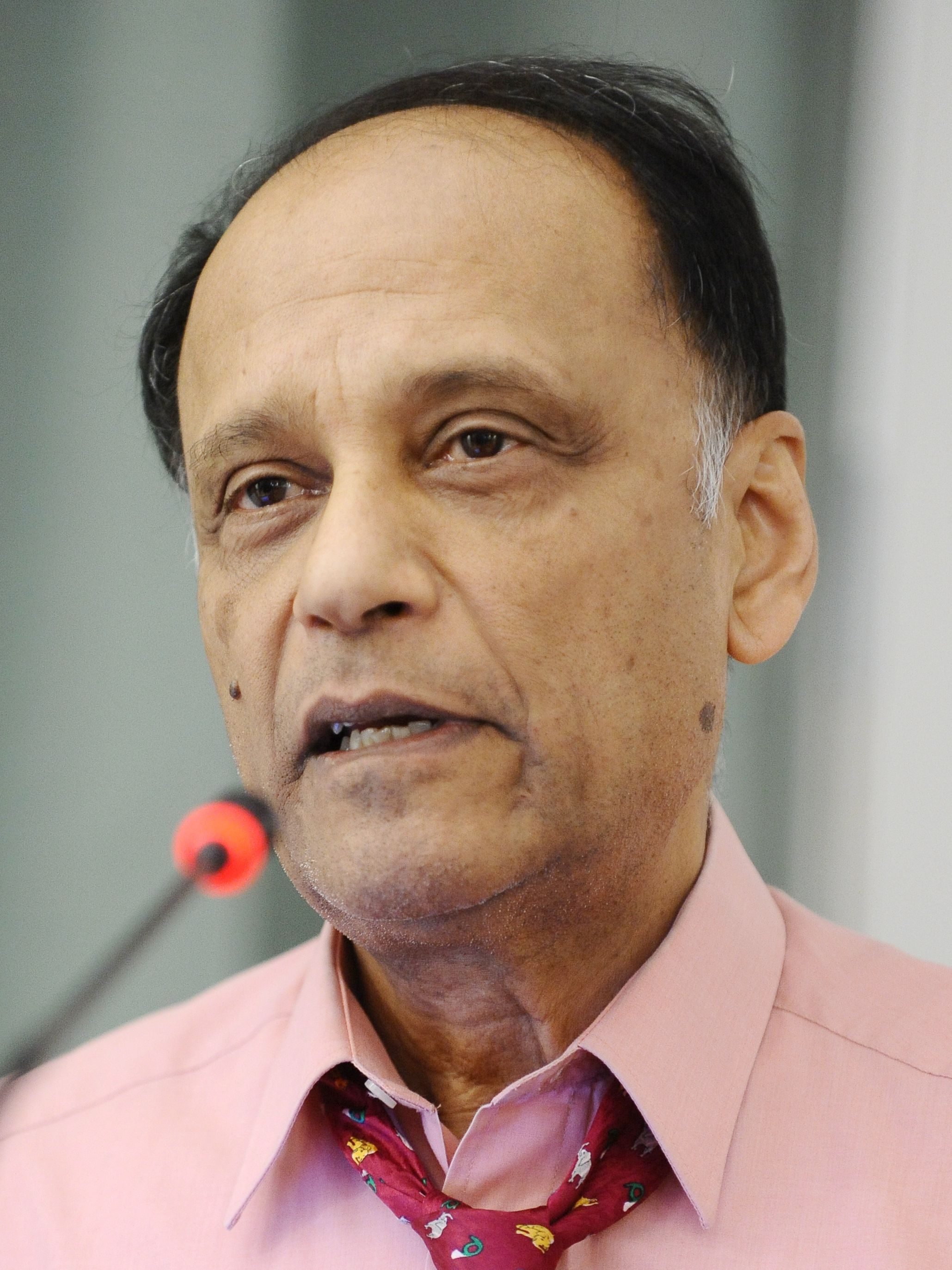
Partha Sarathi Dasgupta (2010)

- 22 gennaio 2010 Partha Sarathi Dasgupta in Economia
- 21 aprile 2010 Mary Jeanne Kreek in Farmacia
- 21 aprile 2010 Luc Picard in Medicina e Chirurgia
- 12 maggio 2010 Rogelio Pfirter in Chimica industriale
- 18 maggio 2011 Claudio Imprudente in Scienze della Formazione
- 28 giugno 2011 Benjamin Richler in Conservazione dei Beni Culturali
- 28 giugno 2011 Shlomo Simonsohn in Conservazione dei Beni Culturali
- 6 ottobre 2011 Horst Klinkmann in Medicina e Chirurgia
- 30 gennaio 2012 Giorgio Napolitano in Relazioni internazionali e Scienze internazionali e diplomatiche
- 17 settembre 2012 Jean-Claude Trichet in Scienze Statistiche
- 2 ottobre 2012 Klaus Rainer Scherer in Psicologia
- 26 marzo 2013 Daniel Pennac in Pedagogia[5]
- 27 maggio 2013 Douglas Richard Hofstadter in Progettazione e gestione didattica dell'e-learning e della media education
- 24 maggio 2014 Massimo Cacciari in Filologia, Letteratura e tradizione classica[6]
- 7 giugno 2014 Valter Maria De Silva in Design
- 28 febbraio 2015 Toni Servillo in Discipline della Musica e del Teatro[7]
- 21 aprile 2015 Romeo Castellucci in Discipline della Musica e del Teatro[8]
- 13 giugno 2015 Isabella Seragnoli in Economia e politiche economiche
- 11 aprile 2016 Francisco Rico in Italianistica, Culture letterarie europee, Scienze linguistiche[9]
- 6 maggio 2016 Joseph Rykwert in Pedagogia[10]
- 1º giugno 2016 Carlo Arrigo Umiltà in Neuroscienze e Riabilitazione Neuropscologica[11]
- 6 febbraio 2017 Massimo Bottura in Direzione Aziendale
- 13 aprile 2017 Vittorio Ghisolfi in Chimica Industriale
- 11 maggio 2018 Christian Boltanski in Scienze storiche e orientalistiche
- 16 giugno 2018 Gianfranco Ravasi in Filologia, Letteratura e Tradizione classica
- 22 febbraio 2019 Mario Draghi in Giurisprudenza[12]
- 25 ottobre 2019 Maurizio Marchesini in Automation Engineering/Ingegneria dell'Automazione
- 30 dicembre 2019 Adriana Lodi in Pedagogia
- 5 febbraio 2020 Sten Ebbesen in Scienze Filosofiche
- 14 maggio 2021 Domenico Rosario Paladino in Disciplina delle Arti Musica e Spettacolo (DAMS)
- 25 giugno 2021 Emilio Ambasz in Ingegneria edile
- 10 settembre 2021 Eric Schmidt in Economia Aziendale
- 29 settembre 2021 Günter Blöschl in Ingegneria per l’Ambiente e il Territorio
- 29 settembre 2021 Durs Grünbein in Letterature moderne, comparate e postcoloniali
- 19 ottobre 2021 Jhumpa Lahiri in Specialized Translation

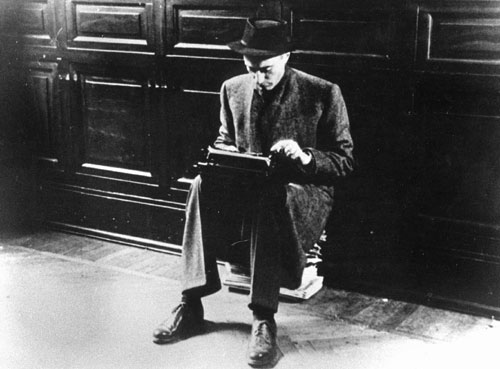
Indro Montanelli (2000)
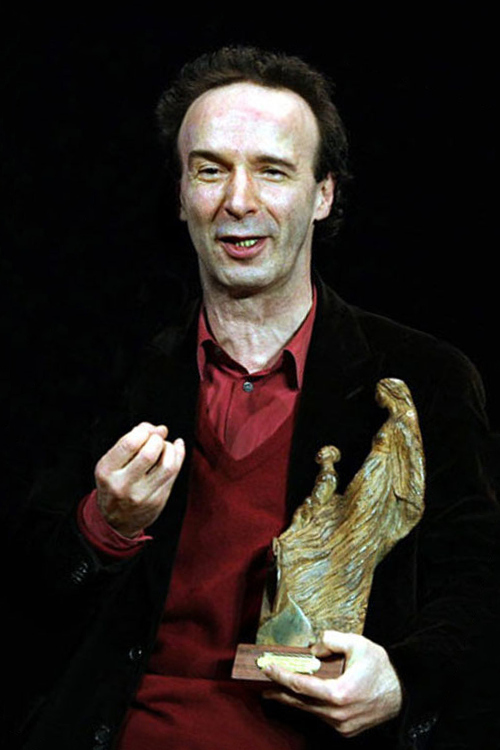
Roberto Benigni (2002)
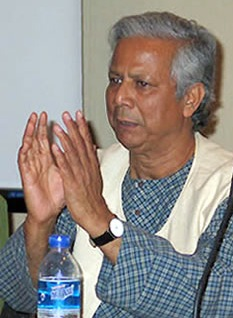
Muhammad Yunus (2004)
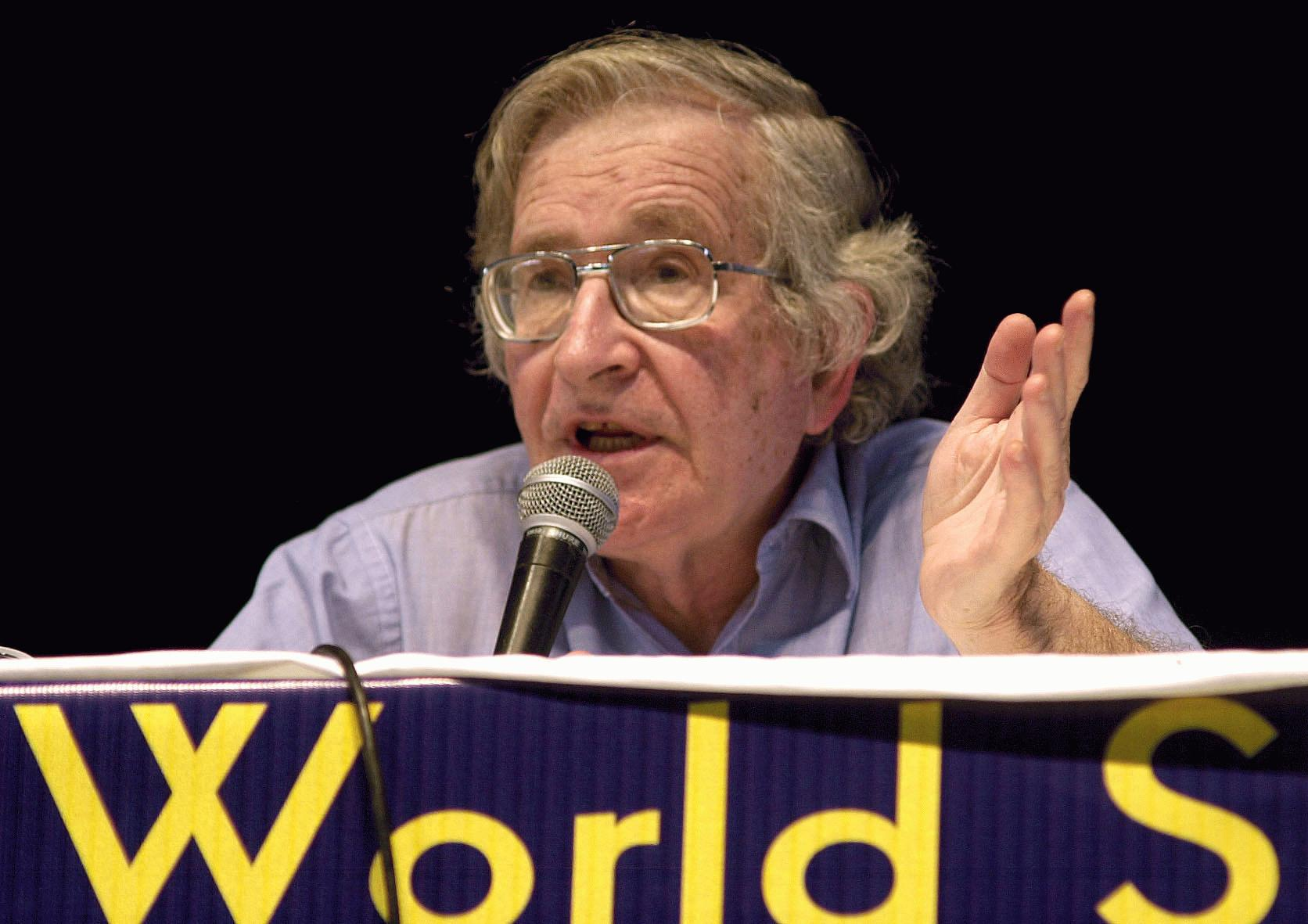
Noam Chomsky (2005)
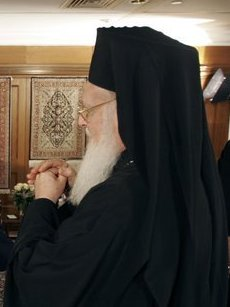
Bartolomeo I (2005)
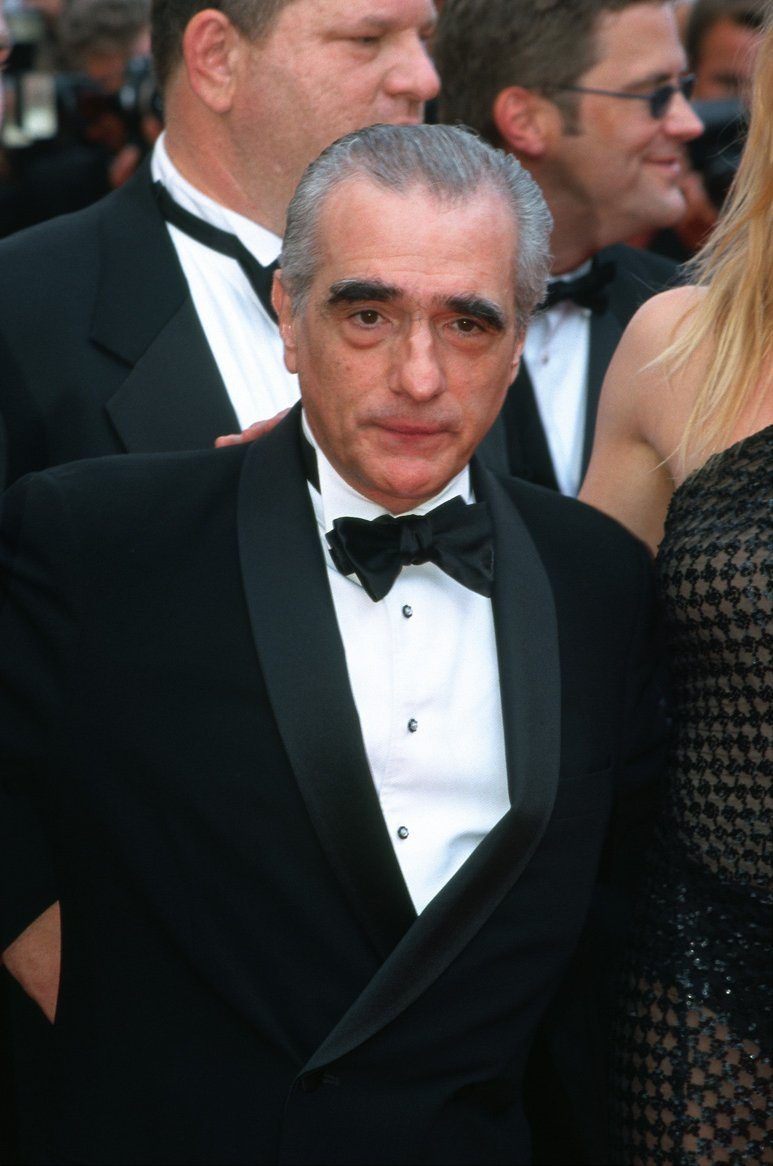
Martin Scorsese (2005)
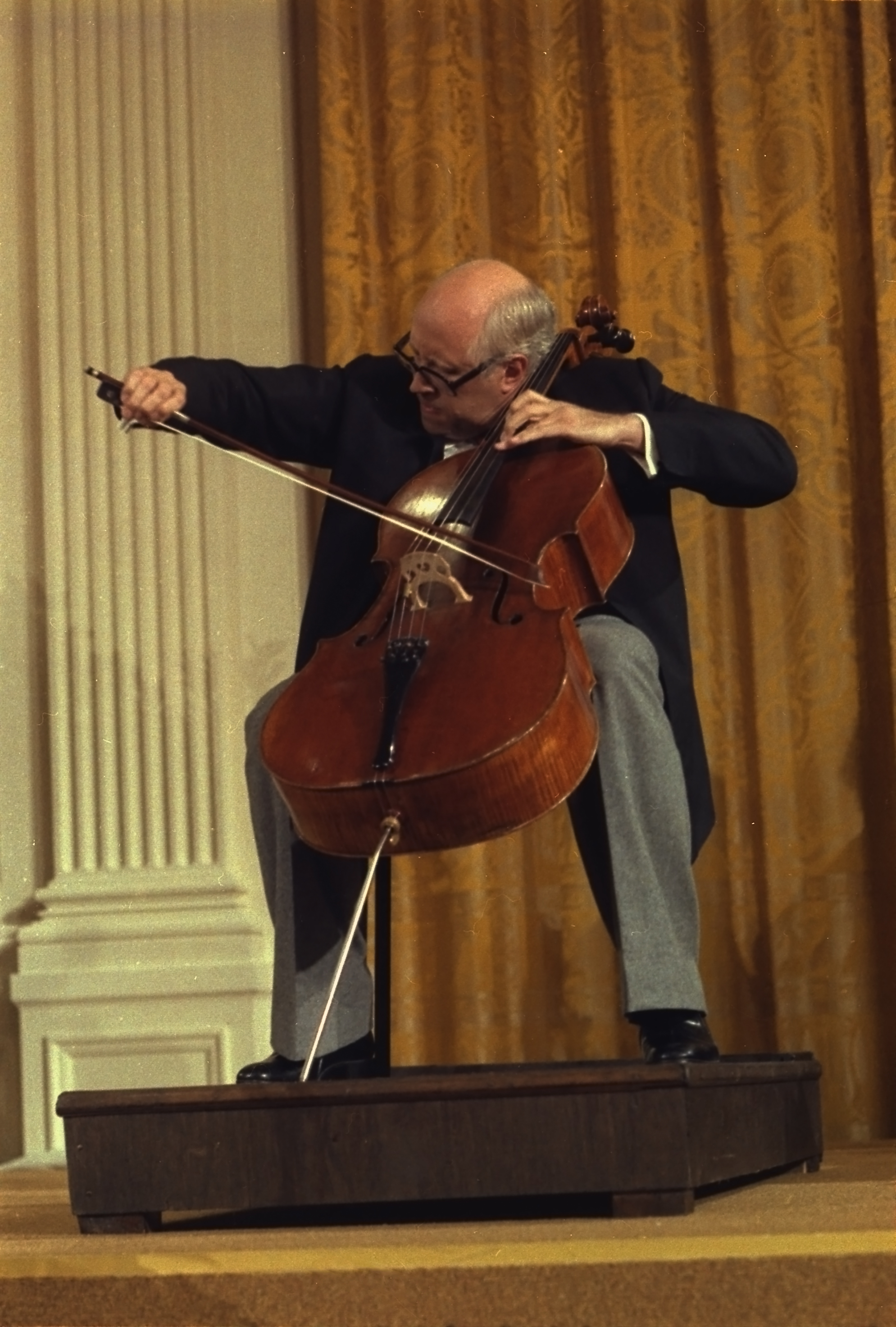
Mstislav Rostropovich (2006)
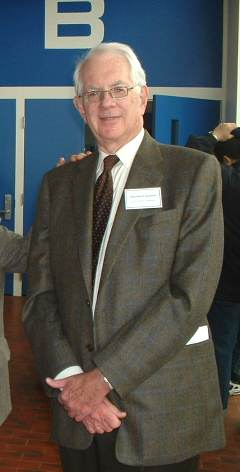
Sheldon Lee Glashow (2006)
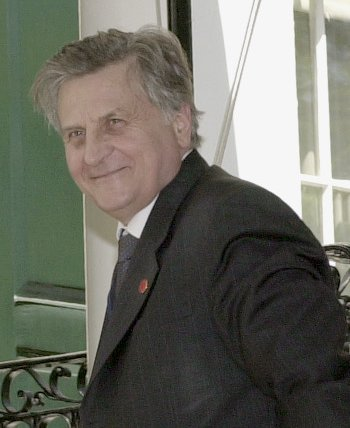
Jean-Claude Trichet (2012)
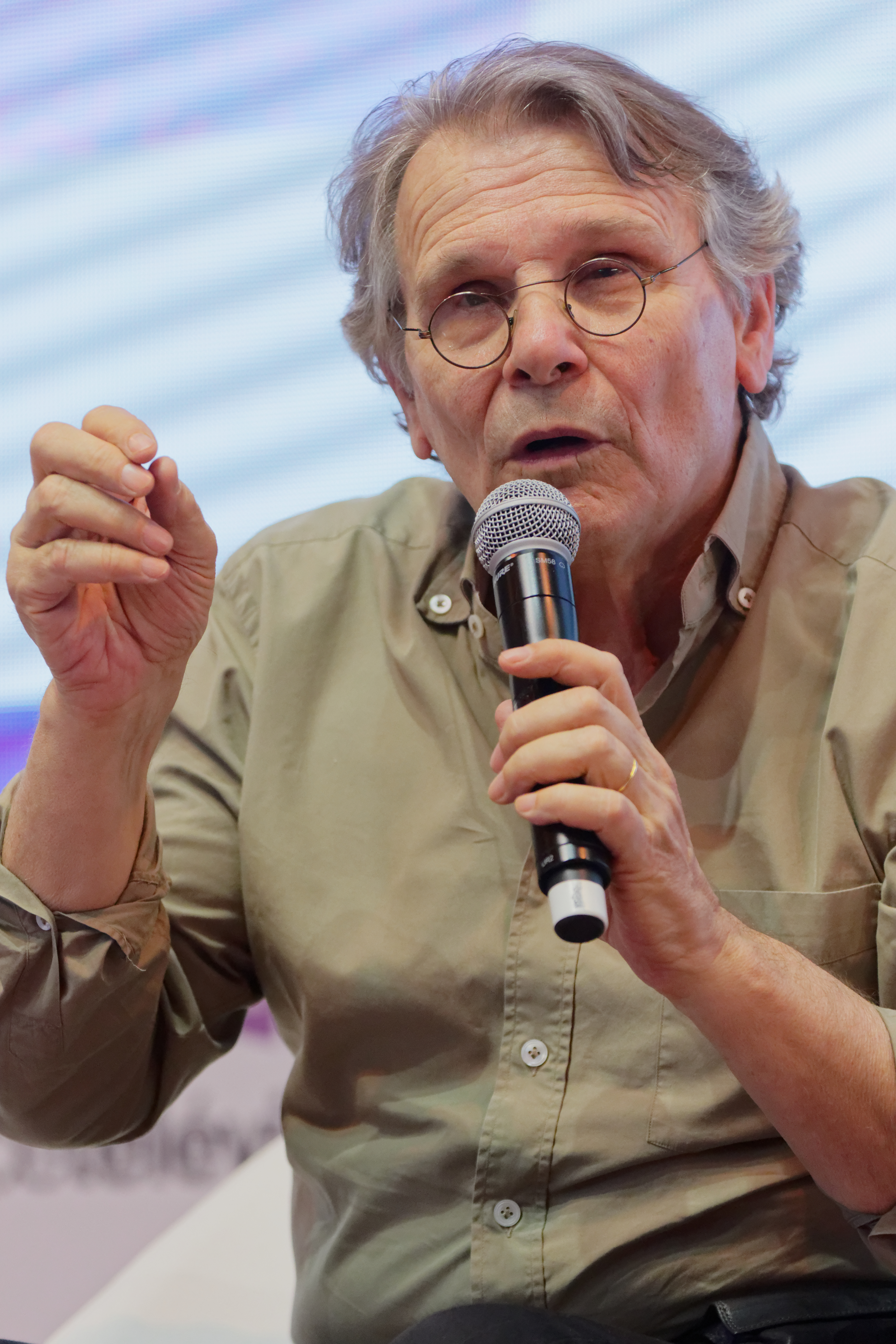
Daniel Pennac (2013)
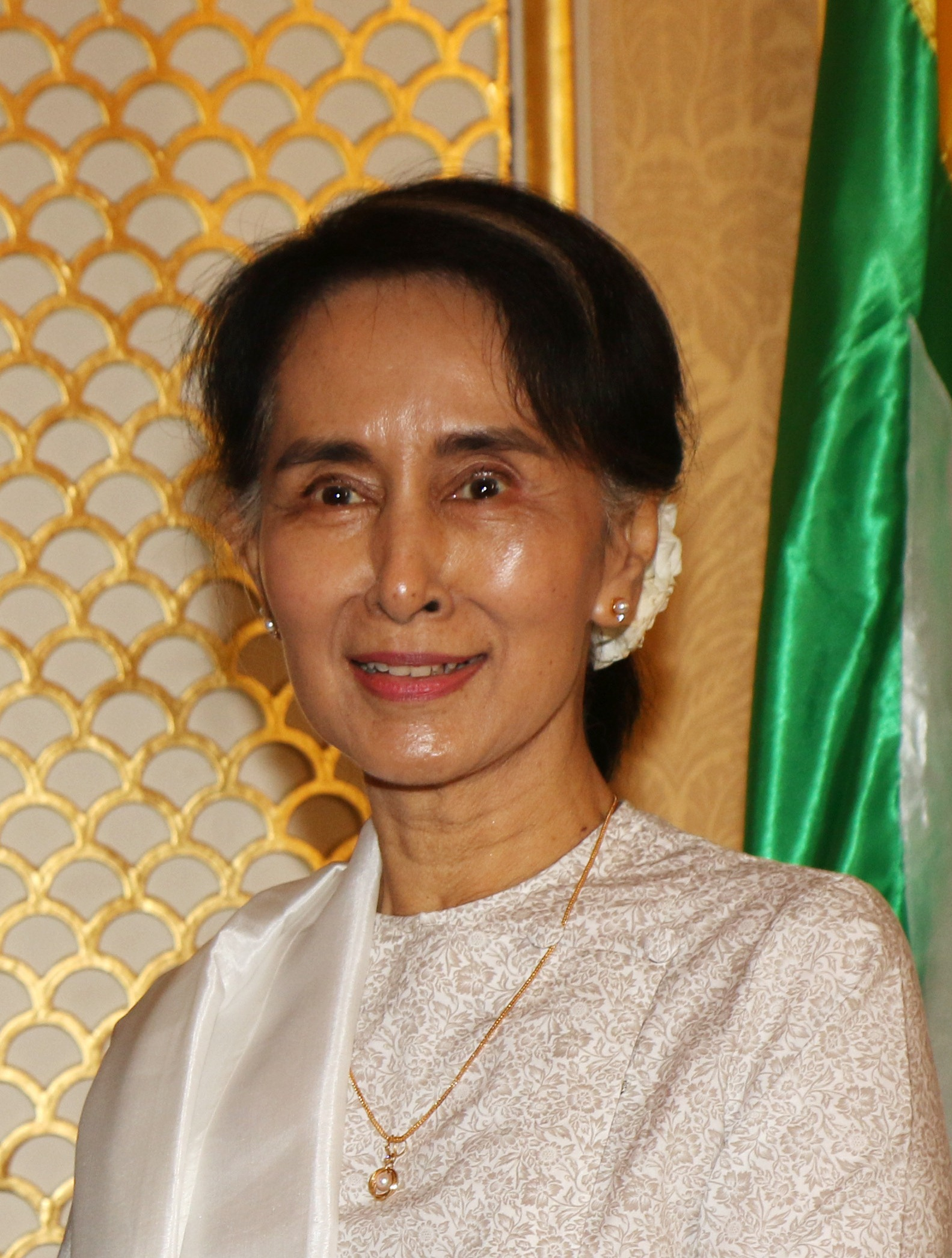
Aung San Suu Kyi (2013)
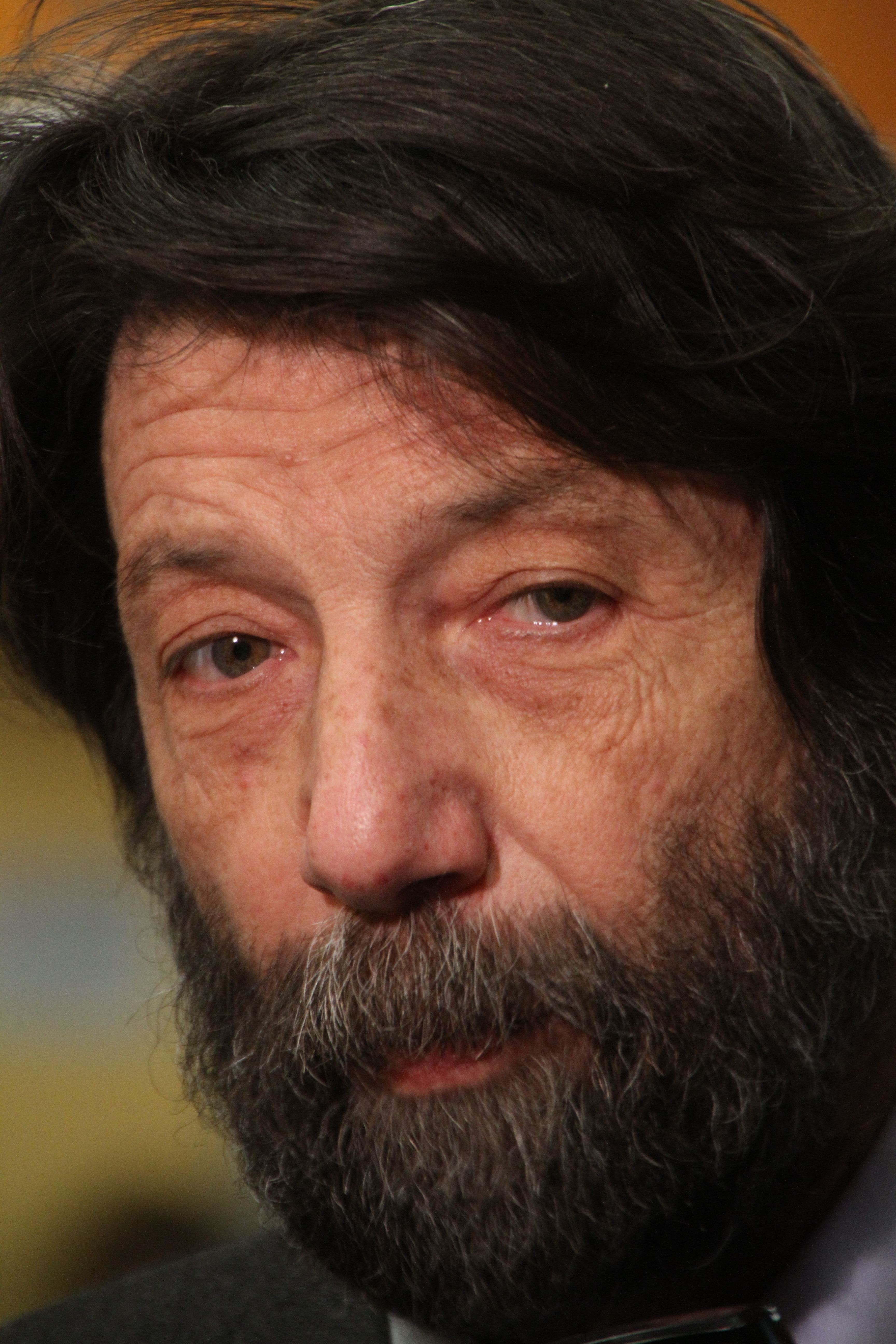
Massimo Cacciari (2014)
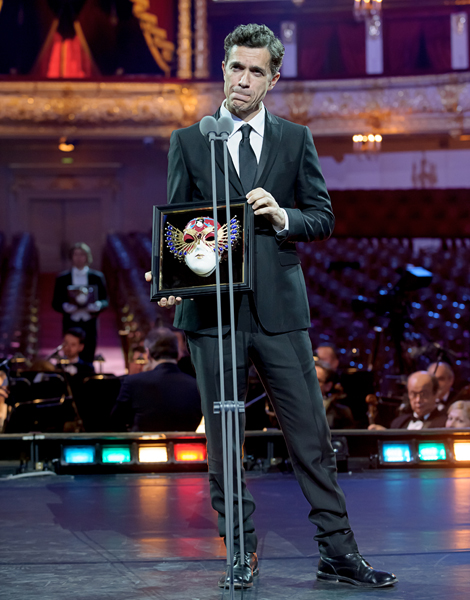
Romeo Castellucci (2015)
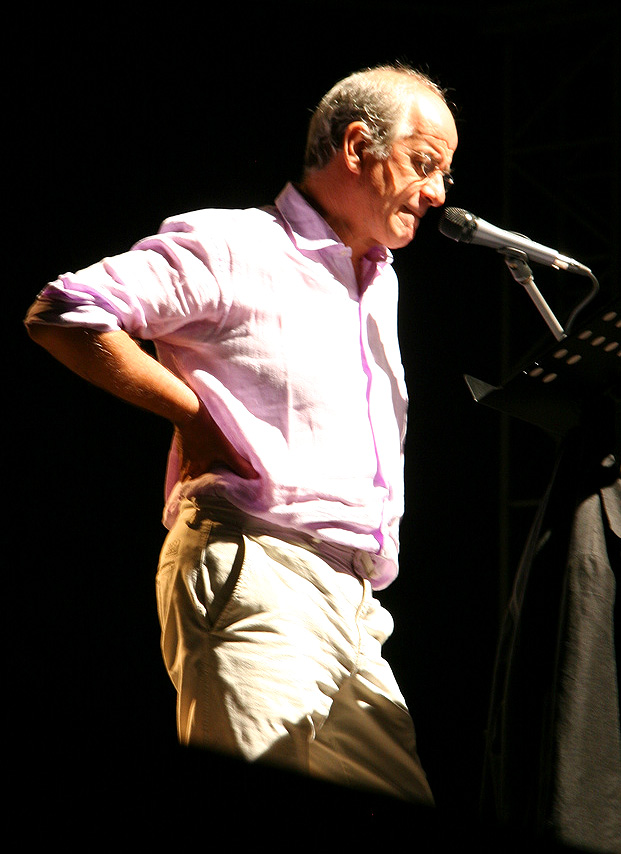
Toni Servillo (2015)
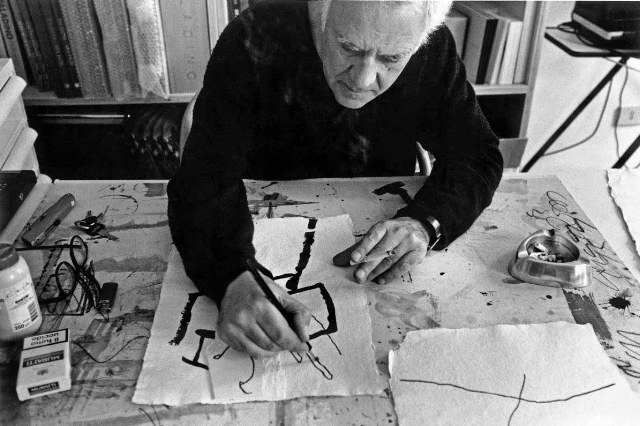
Domenico Rosario Paladino (2021)